# Skwer Harcerski im. Szarych Szeregów w Kielcach

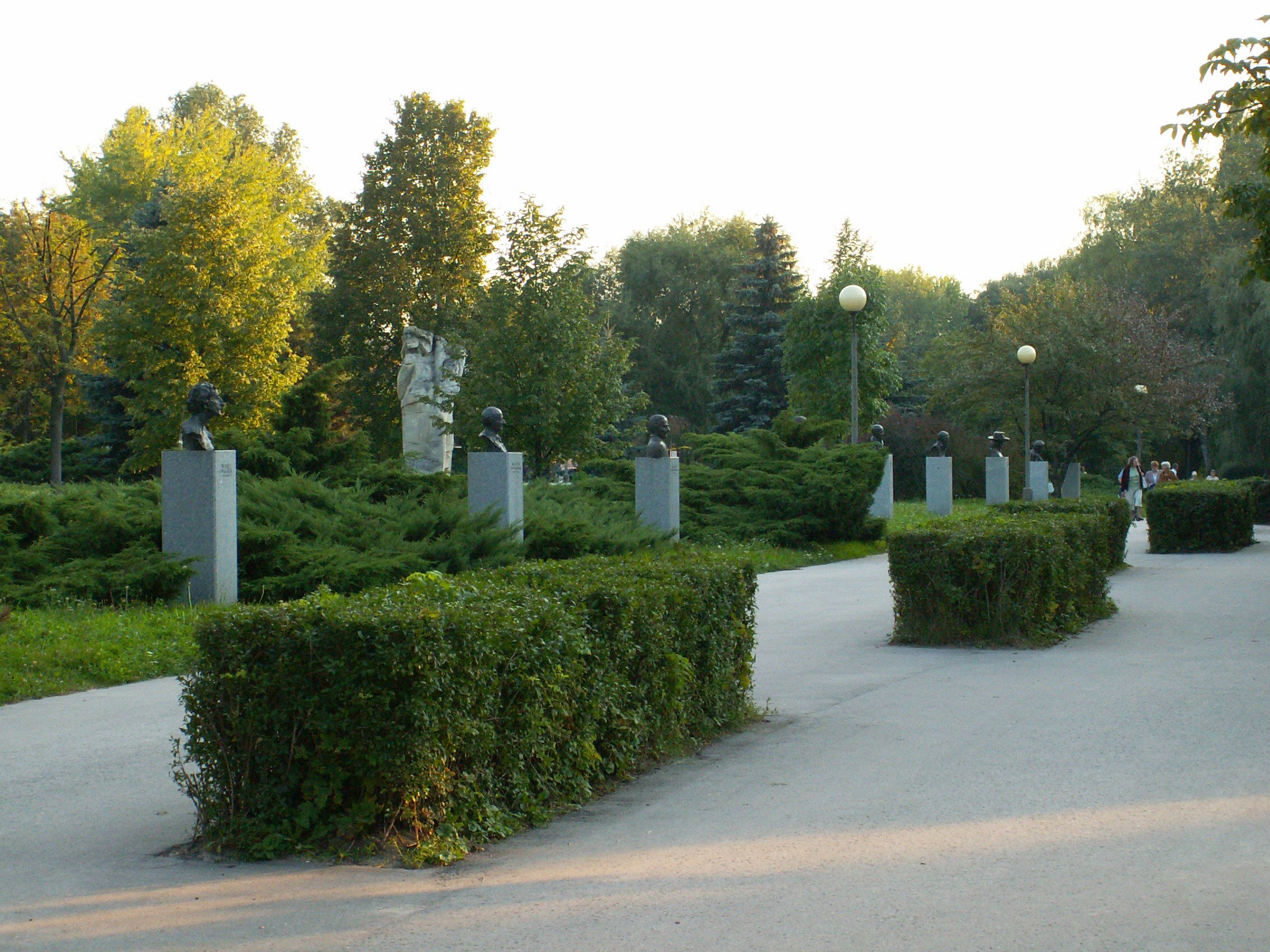
Aleja Sław na Skwerze Harcerskim

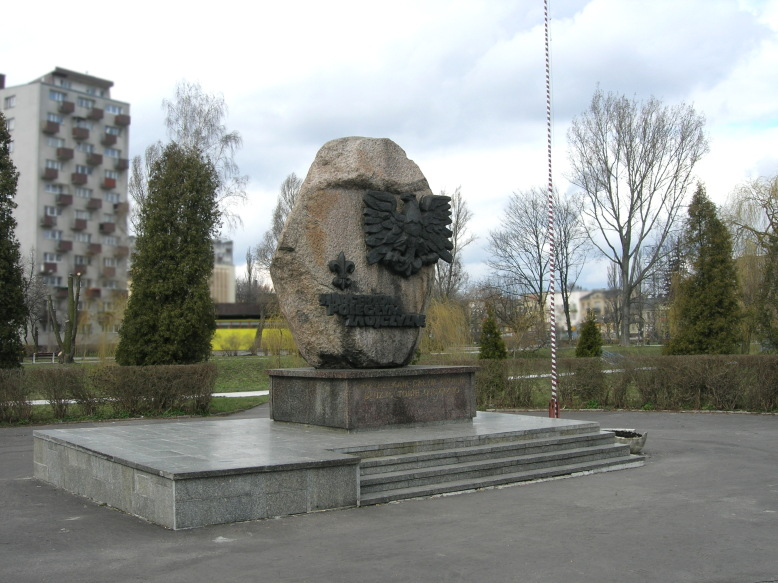
Pomnik poświęcony harcerzom poległym za Ojczyznę

Skwer Harcerski im. Szarych Szeregów w Kielcach – plac położony koło centrum miasta, wchodzący w skład terenów zielonych ciągnących się wzdłuż rzeki Silnicy. Leży pomiędzy ulicami: Krakowską, Biskupa Czesława Kaczmarka, Ogrodową i Spacerową. Od strony północnej graniczy z parkiem miejskim, a od południa z Kadzielnią i położonym na jej terenie rezerwatem przyrody nieożywionej.
Na terenie skweru jest plac zabaw, sieć alejek spacerowych oraz droga dla rowerów wzdłuż Silnicy prowadząca od stadionu lekkoatletycznego na Pakoszu przez park miejski i wzdłuż zalewu miejskiego aż do ulicy Witosa. Przez skwer przechodzi czerwony szlak miejski prowadzący przez zabytkowe i ciekawe turystycznie miejsca miasta Kielce, niebieski szlak spacerowy prowadzący z ulicy Zamkowej na Stadion Leśny oraz zielony szlak spacerowy prowadzący z ulicy Zamkowej na Bukówkę.
Na środku skweru znajduje się pomnik poświęcony harcerzom poległym za Ojczyznę, który został odsłonięty w 1982 roku podczas obchodów 70-lecia harcerstwa w Kielcach. Wzdłuż głównej alejki skweru ciągnie się Aleja Sław, którą tworzą umieszczone na granitowych postumentach popiersia znanych osób: kompozytorów, piosenkarzy, pisarzy, malarzy. Popiersia te przedstawiają m.in. następujące osoby:

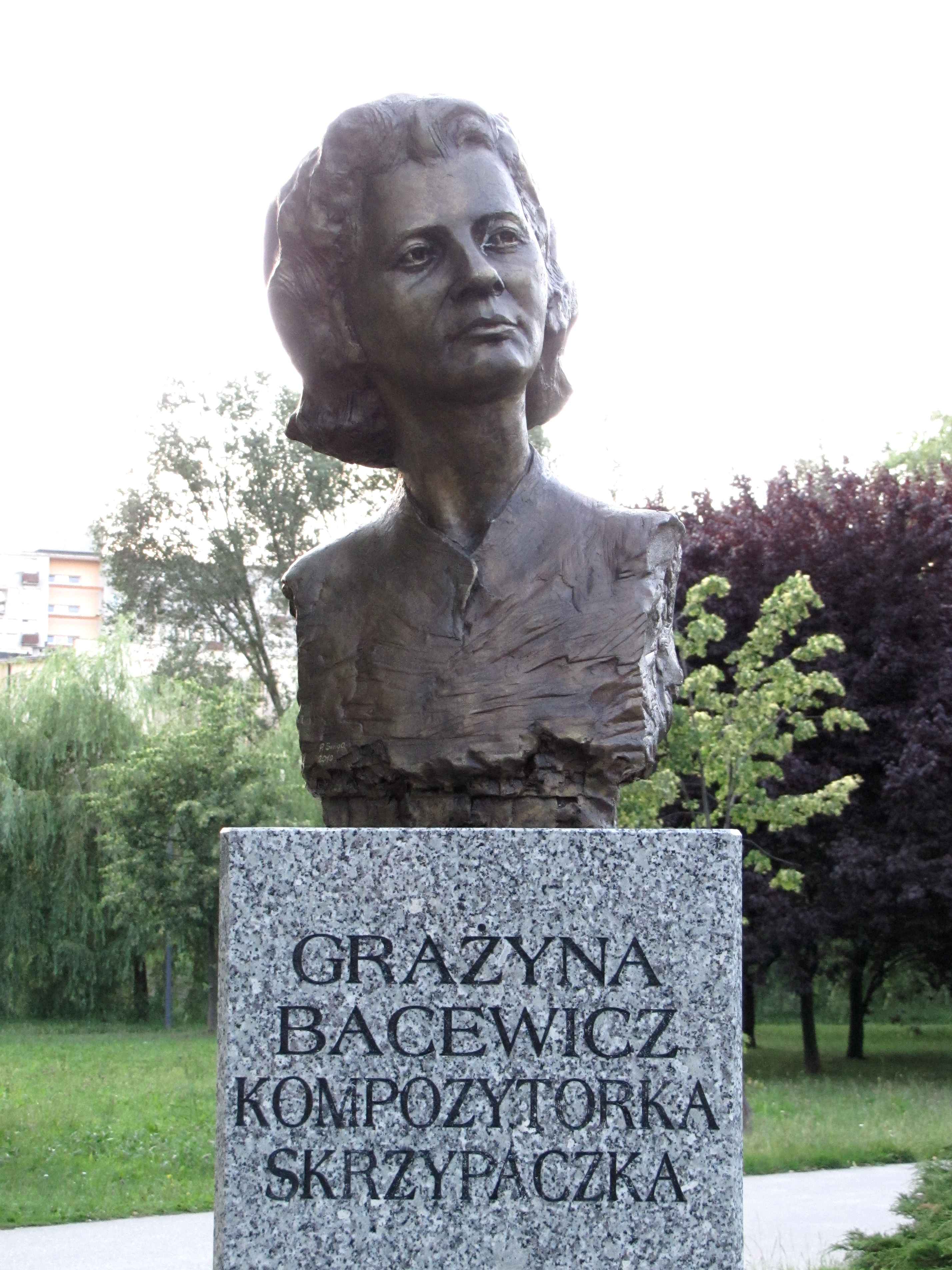
Grażyna Bacewicz
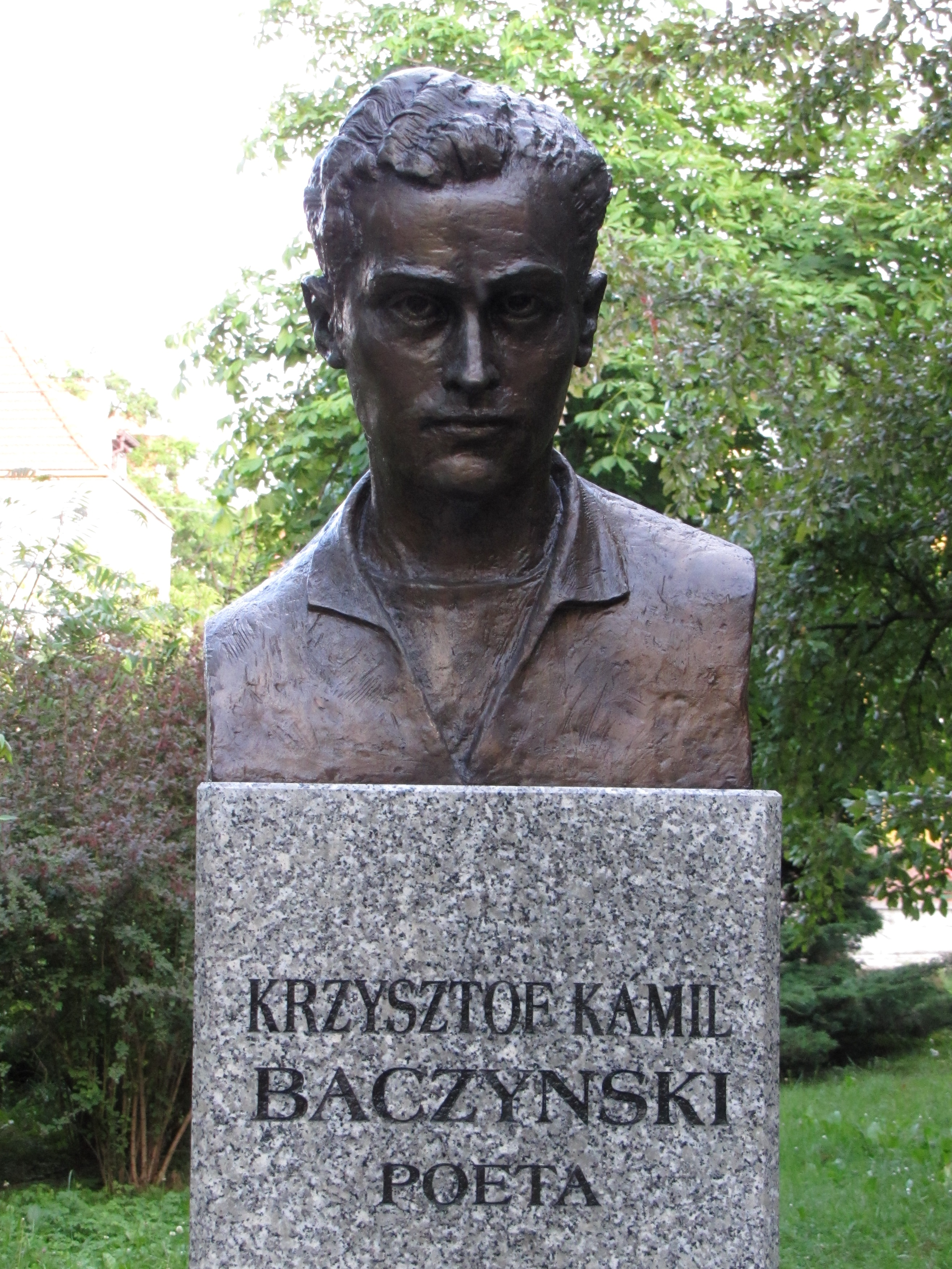
Krzysztof Kamil Baczyński
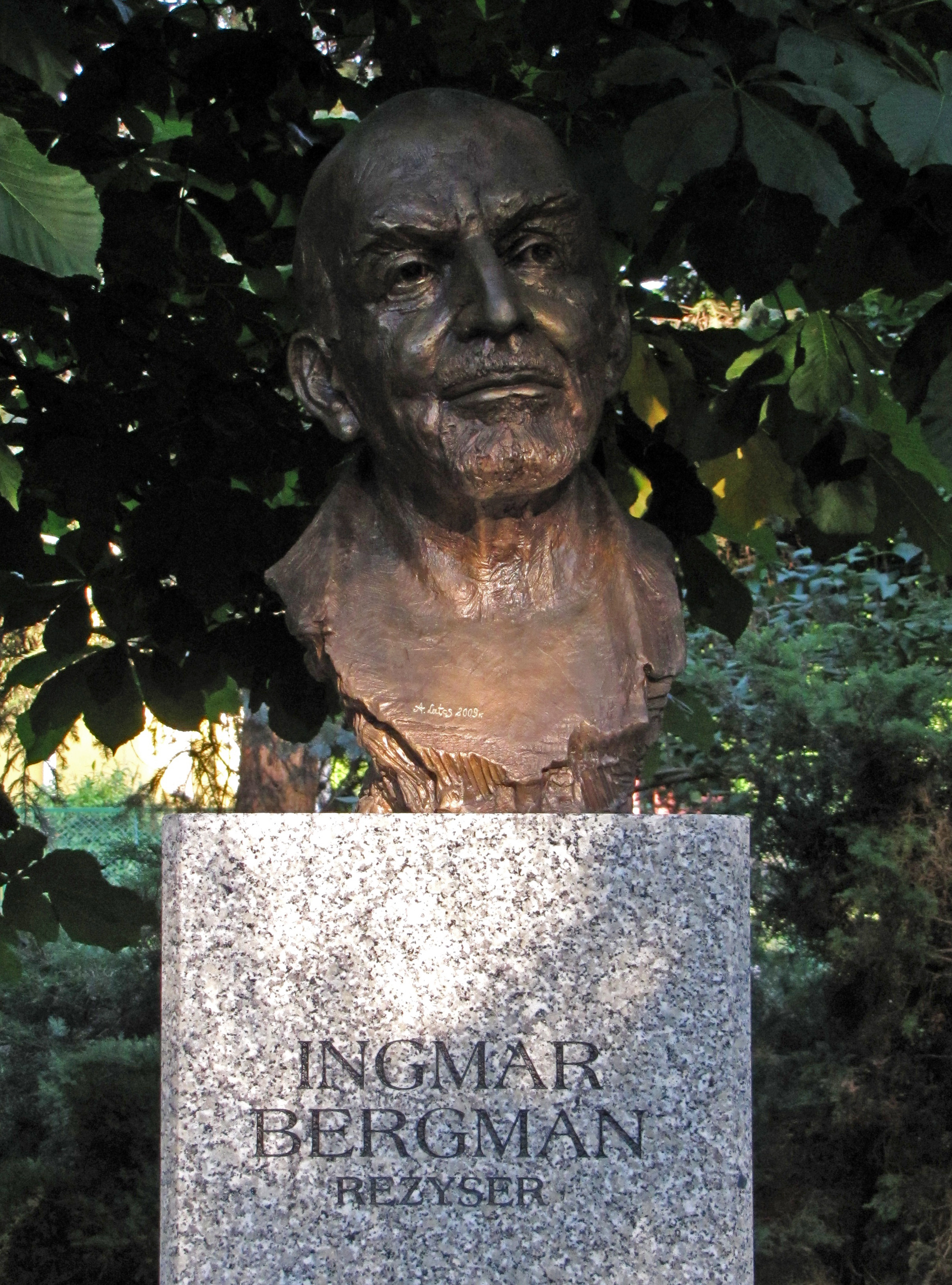
Ingmar Bergman
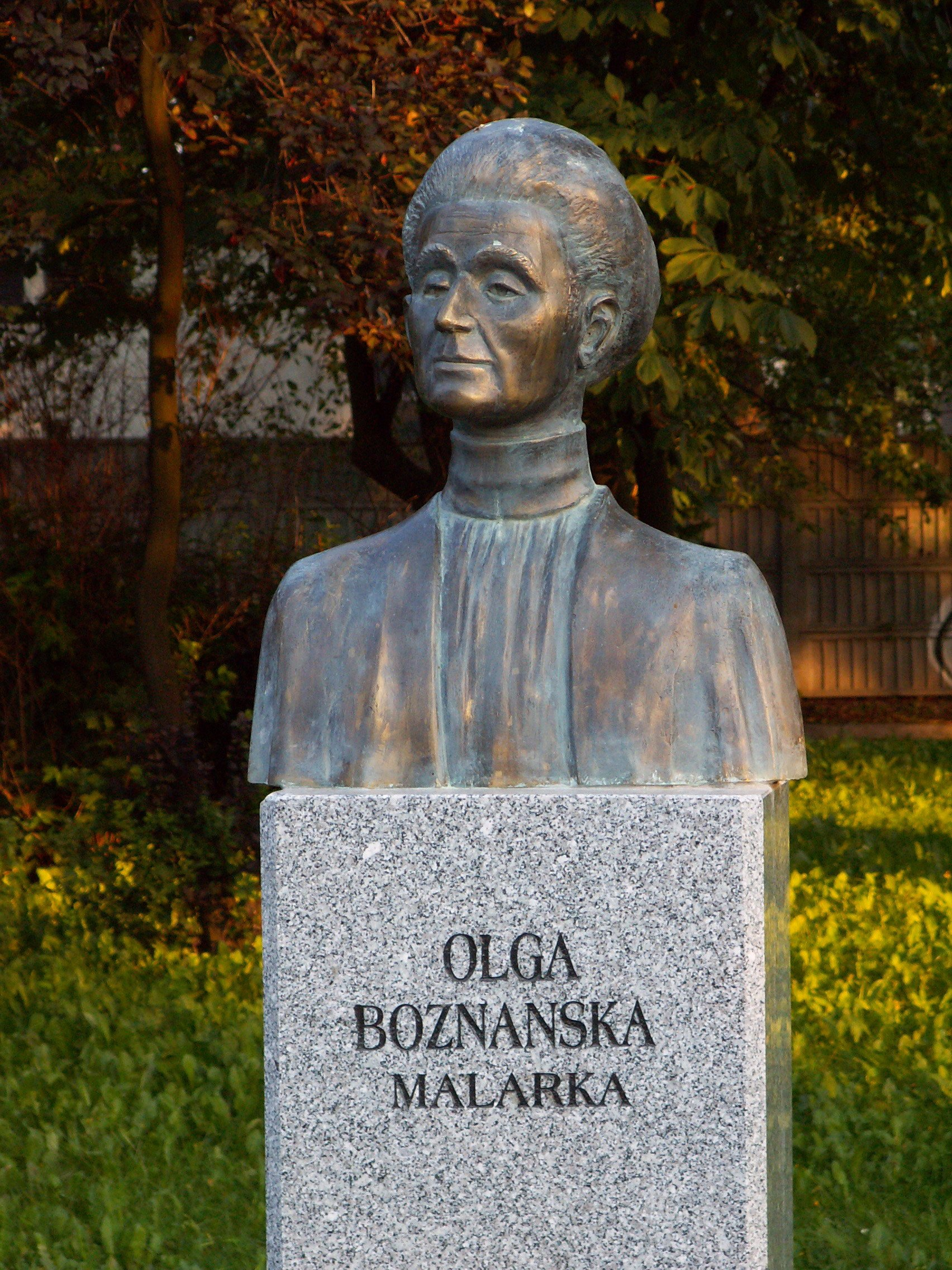
Olga Boznańska
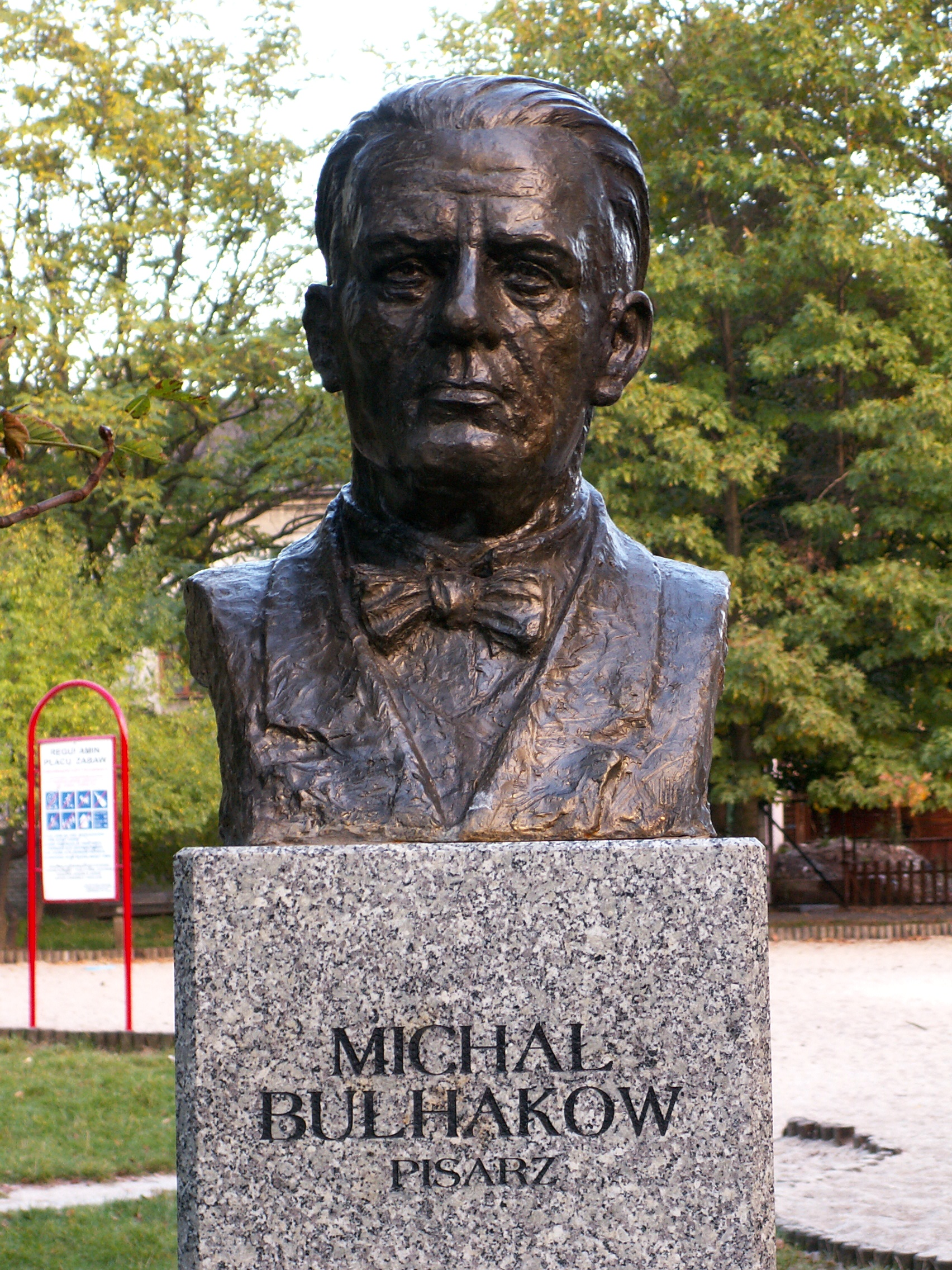
Michaił Bułhakow
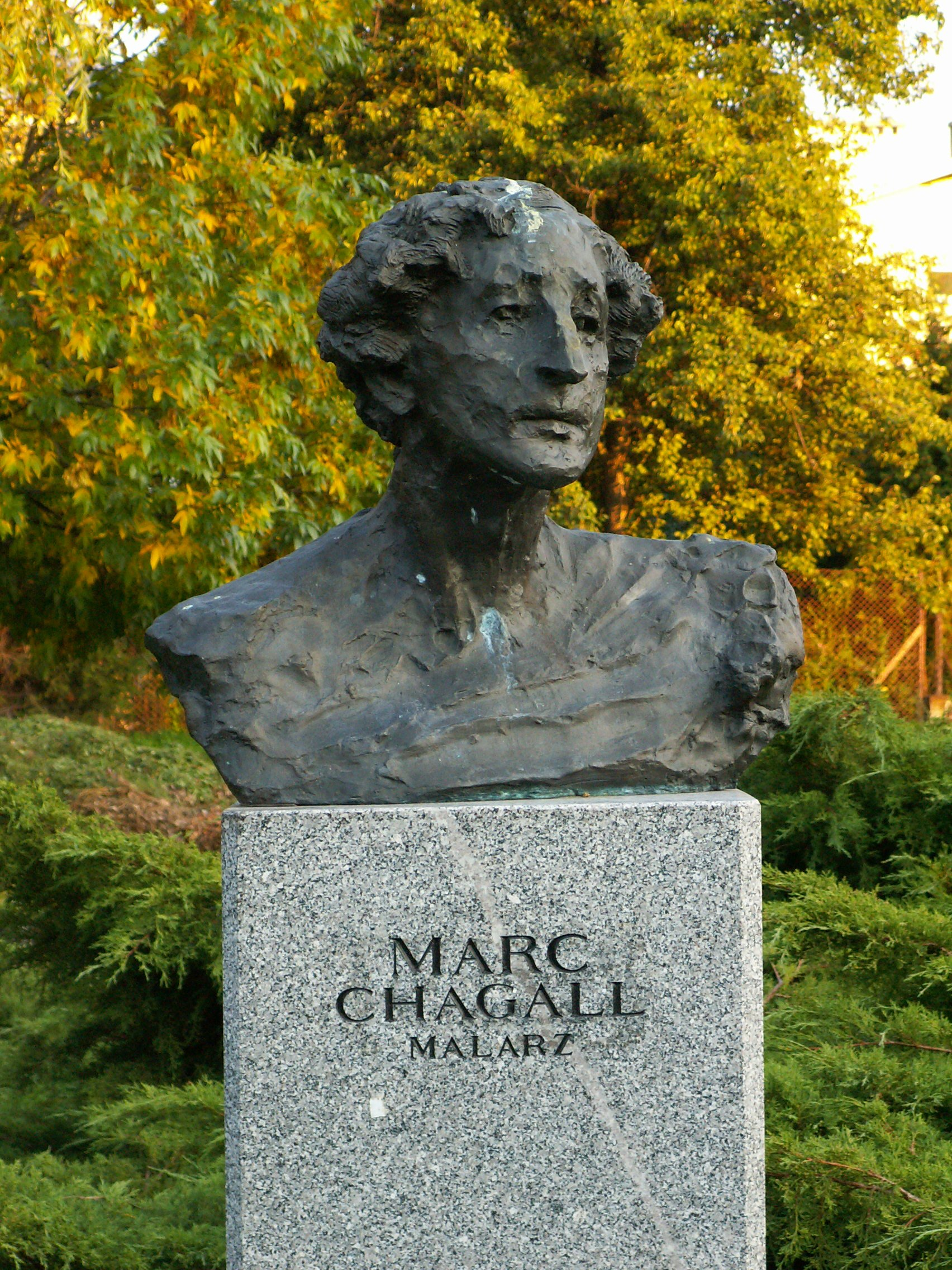
Marc Chagall
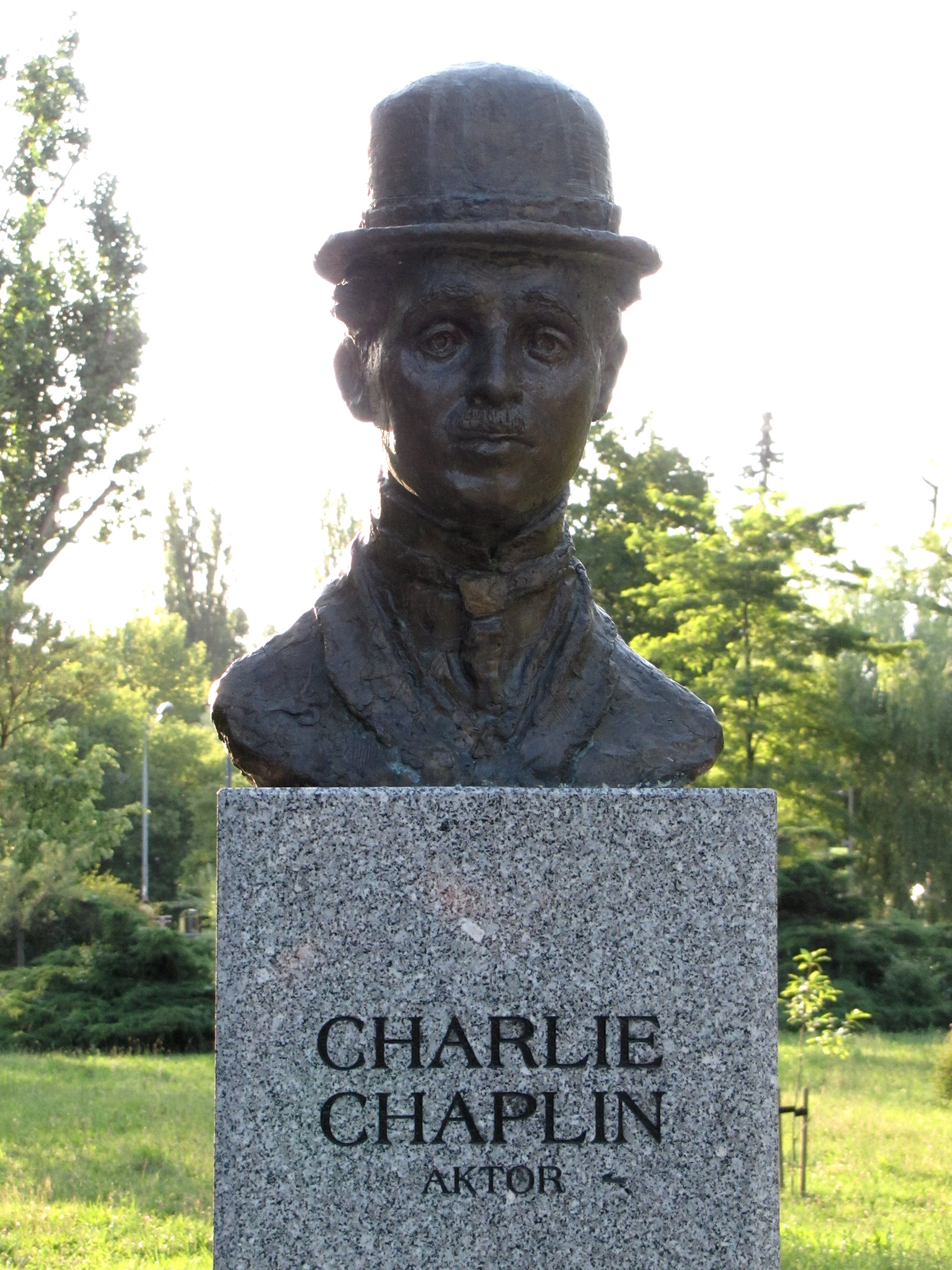
Charlie Chaplin
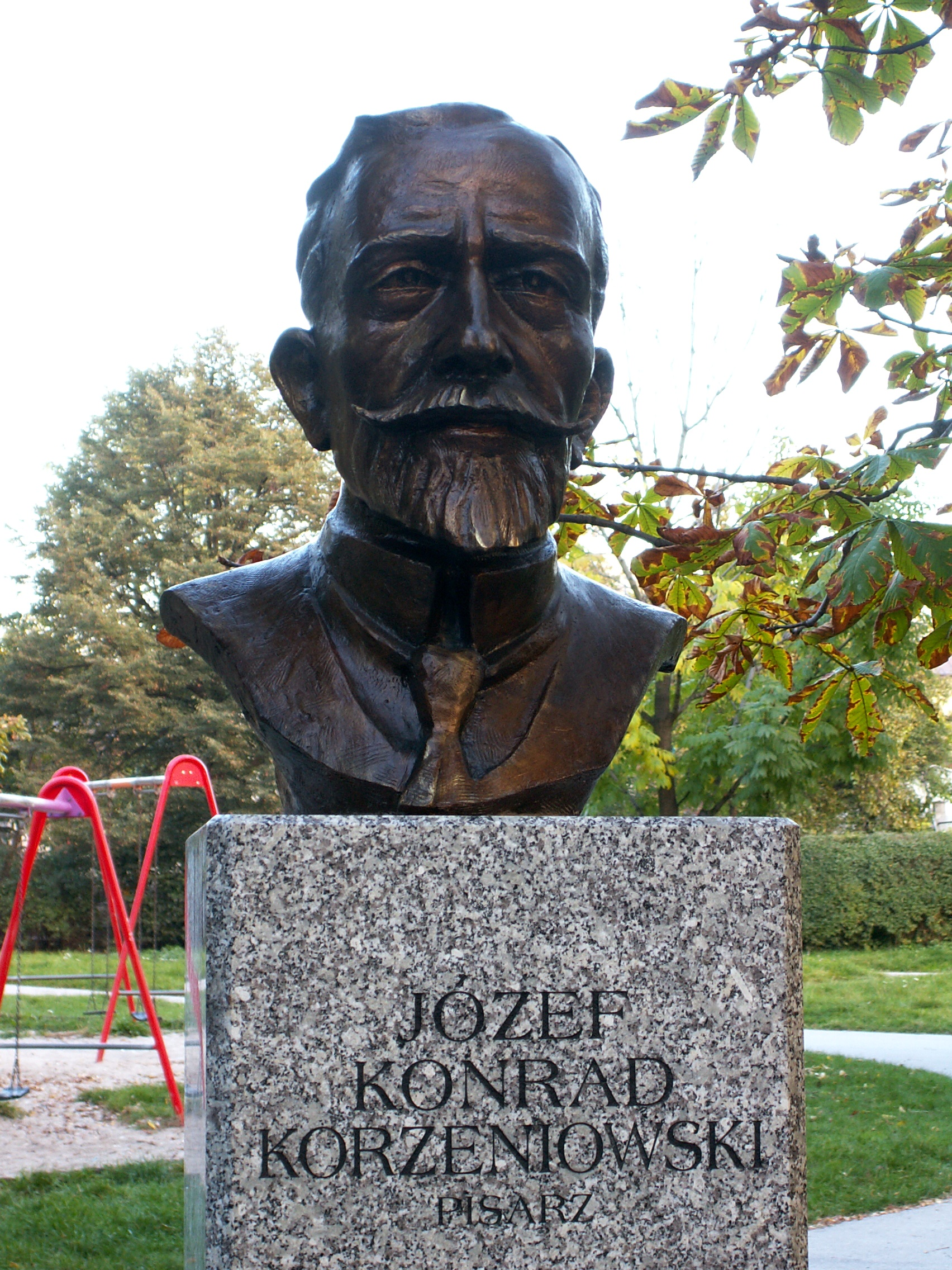
Joseph Conrad
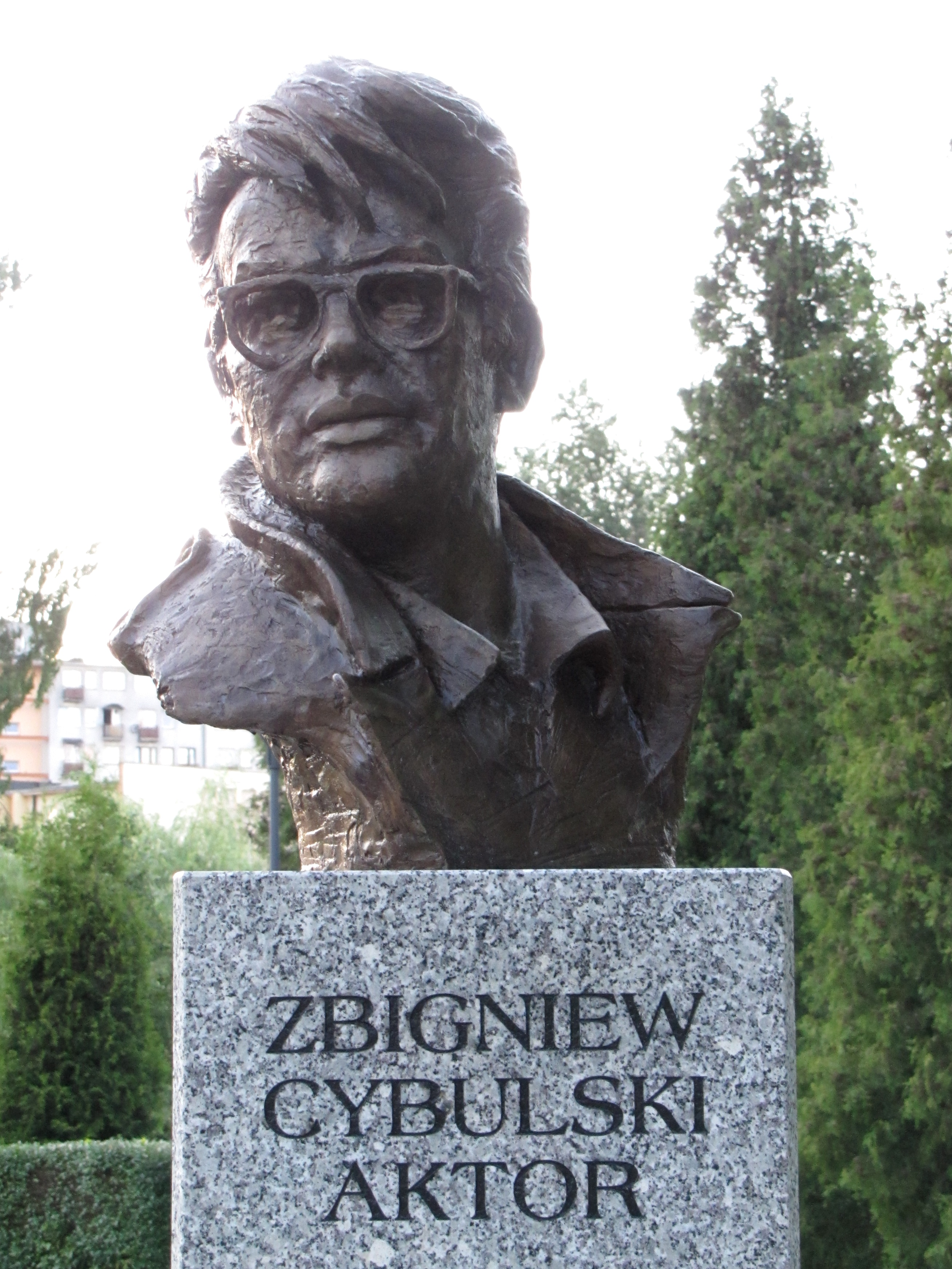
Zbigniew Cybulski
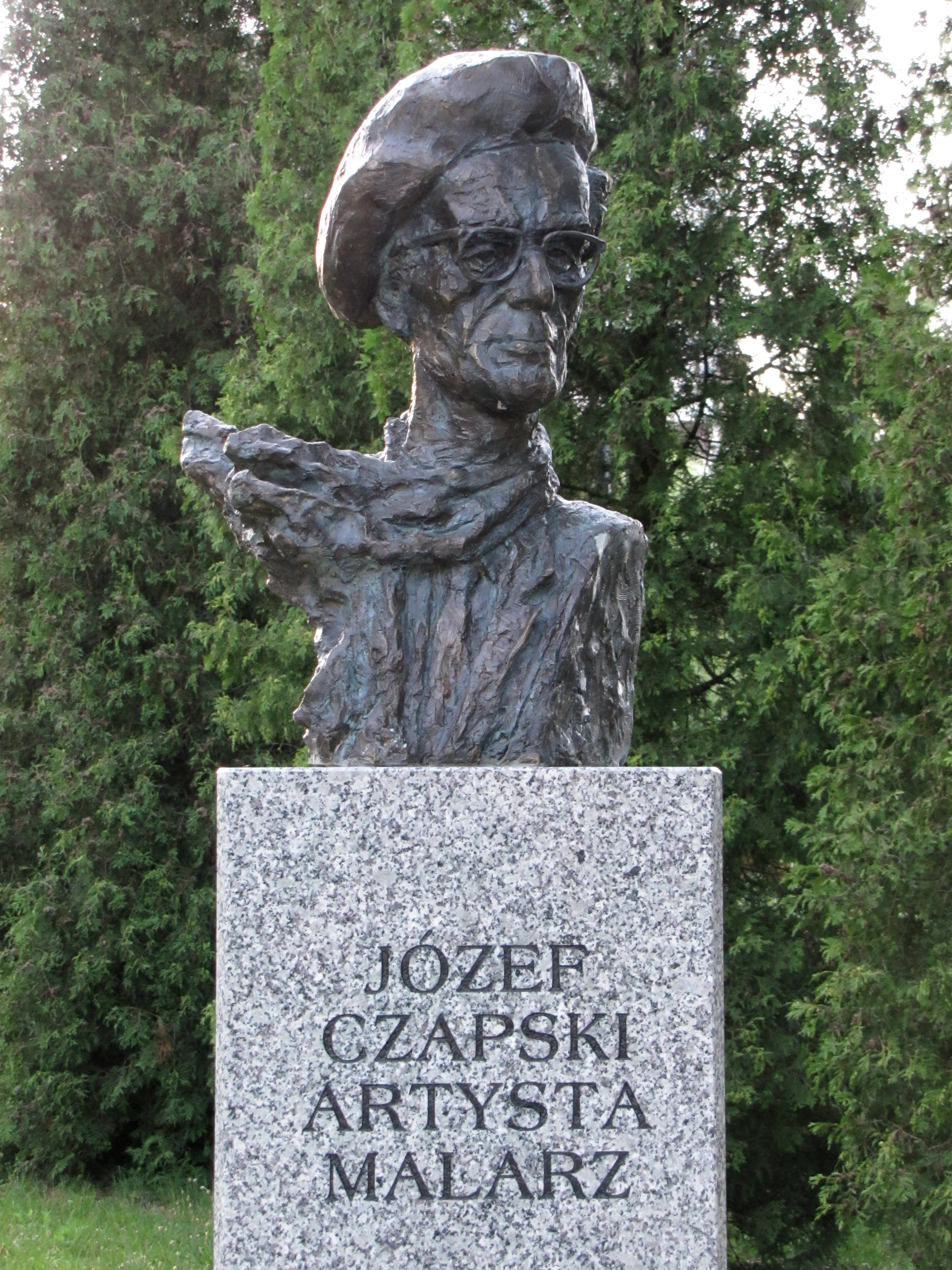
Józef Czapski
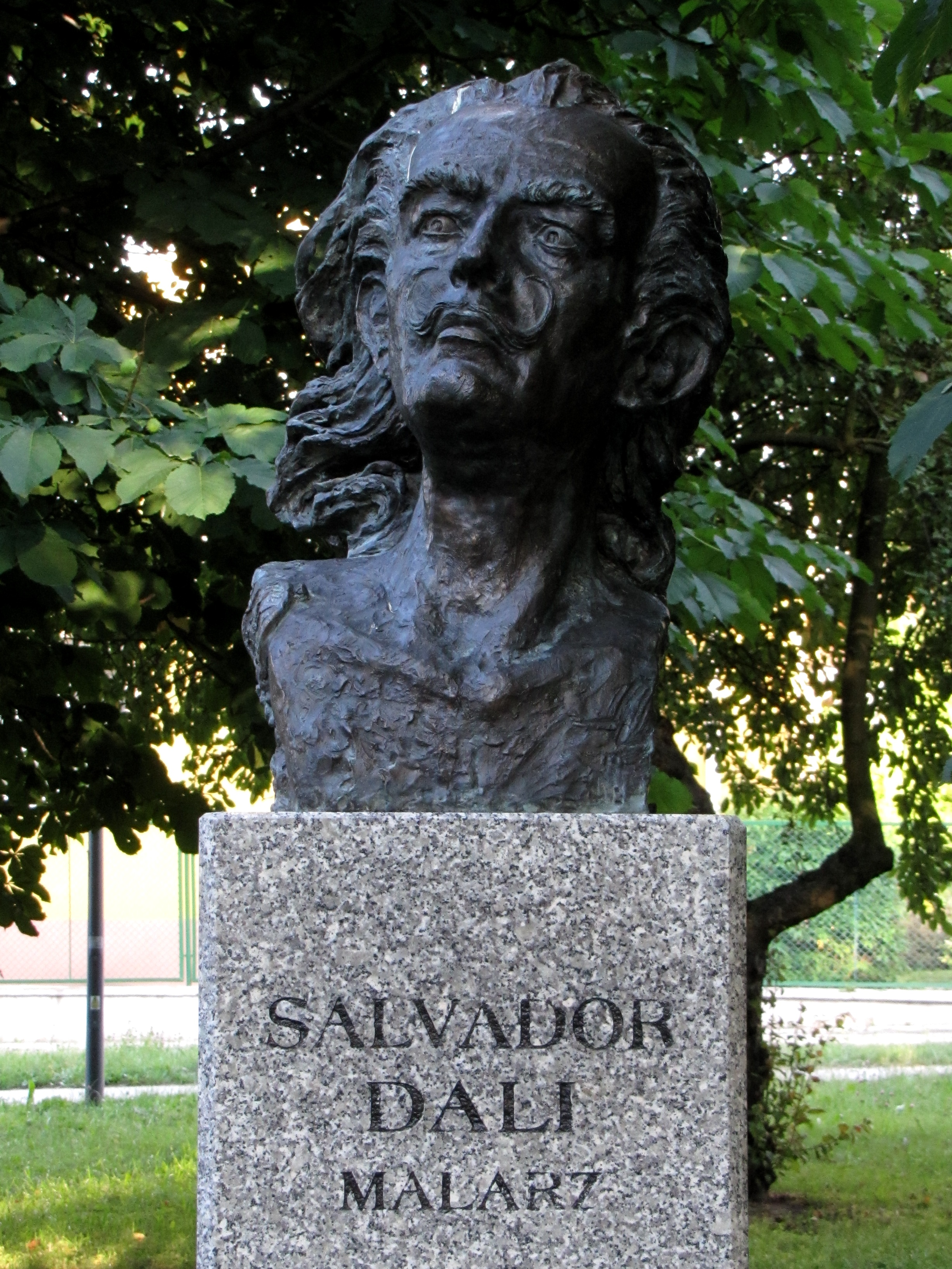
Salvador Dalí
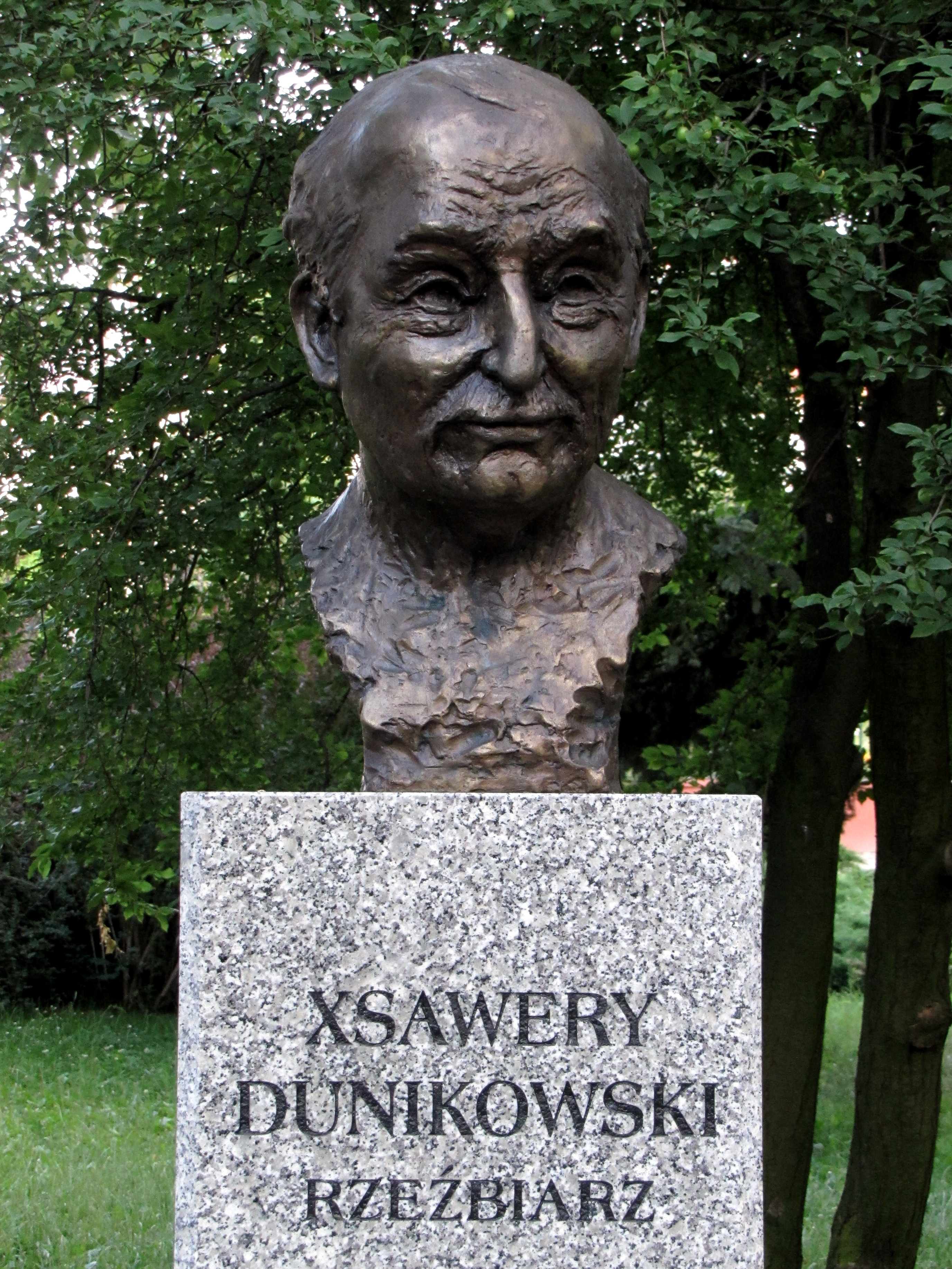
Xawery Dunikowski
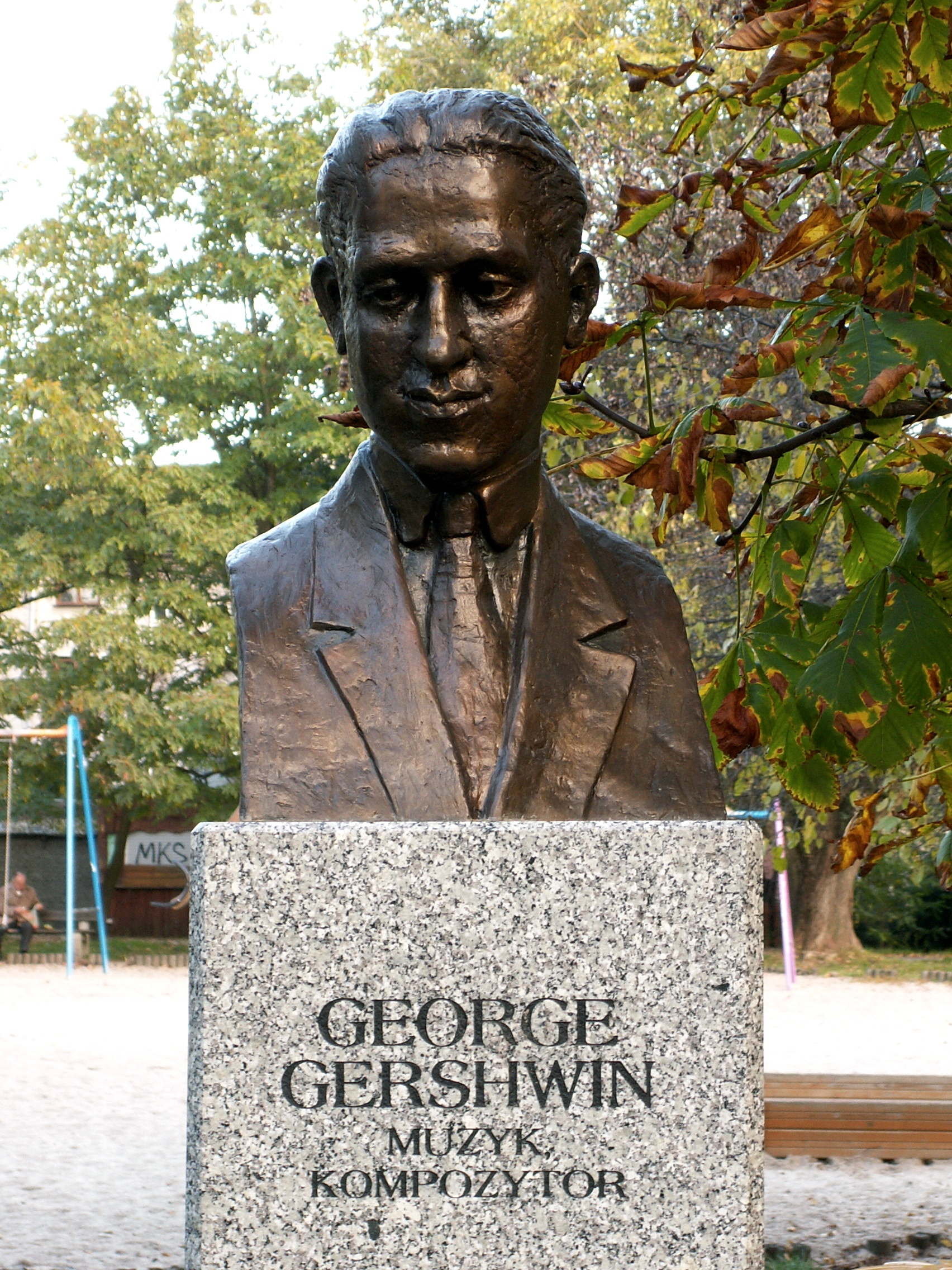
George Gershwin
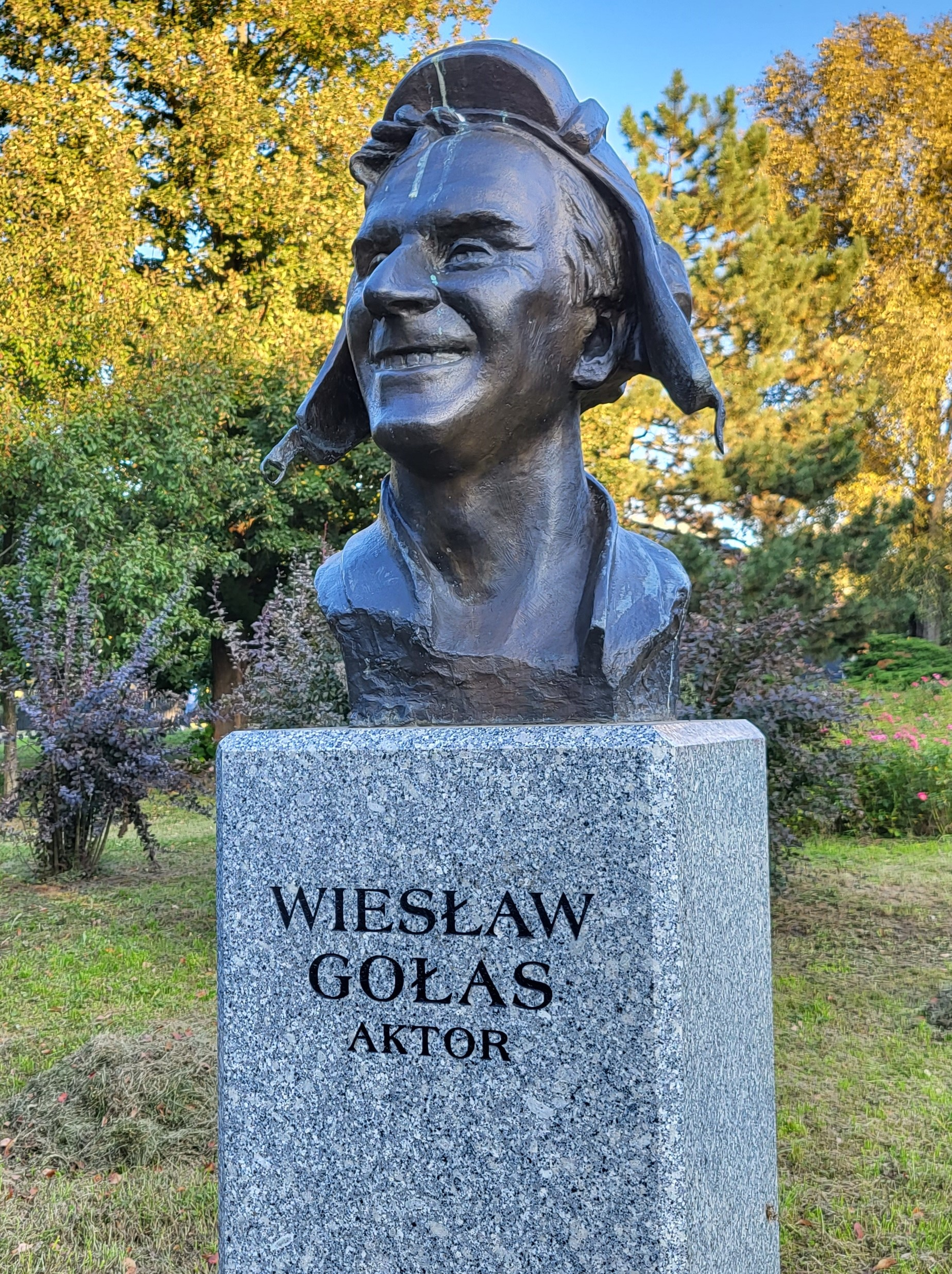
Wiesław Gołas
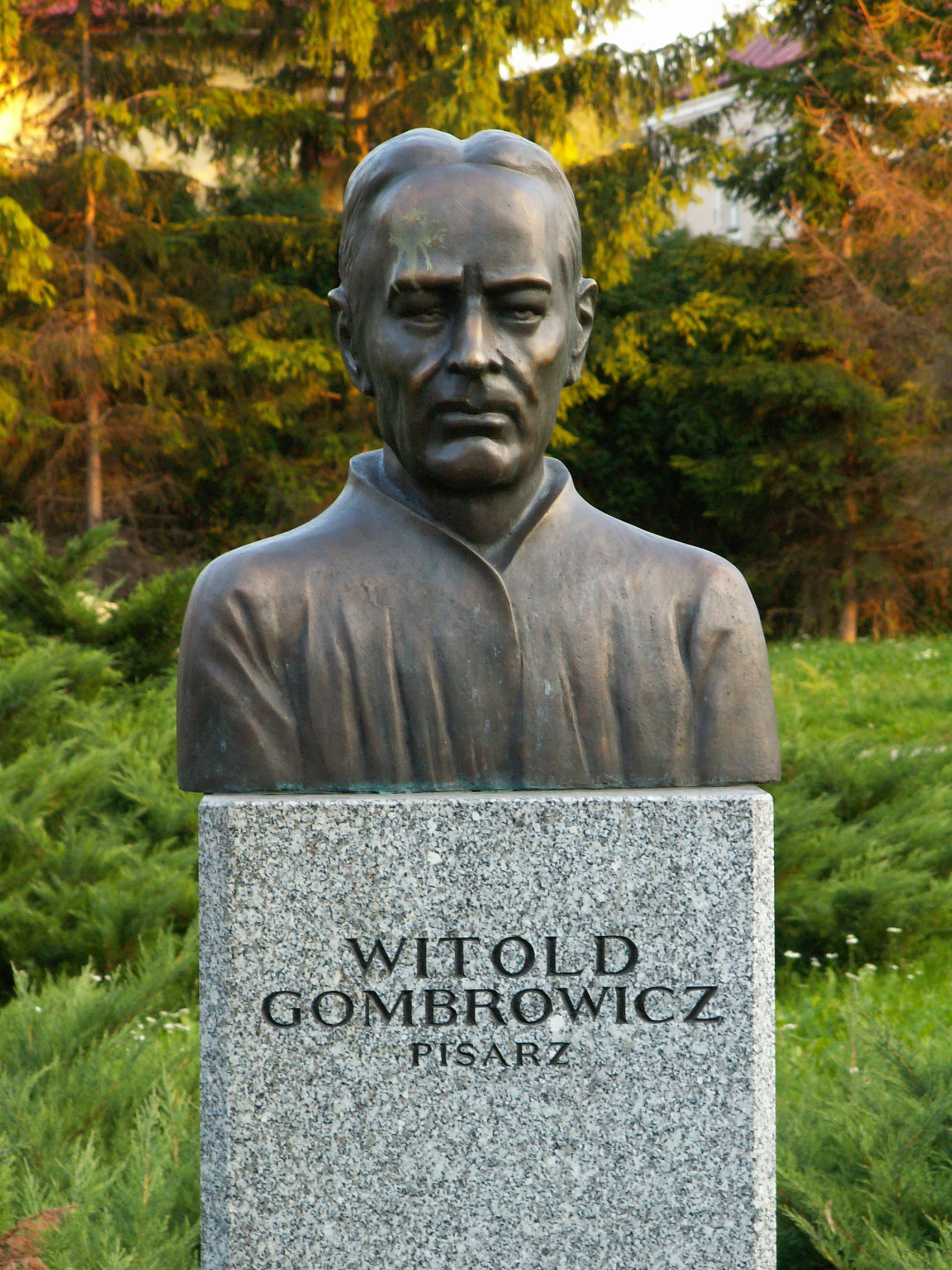
Witold Gombrowicz
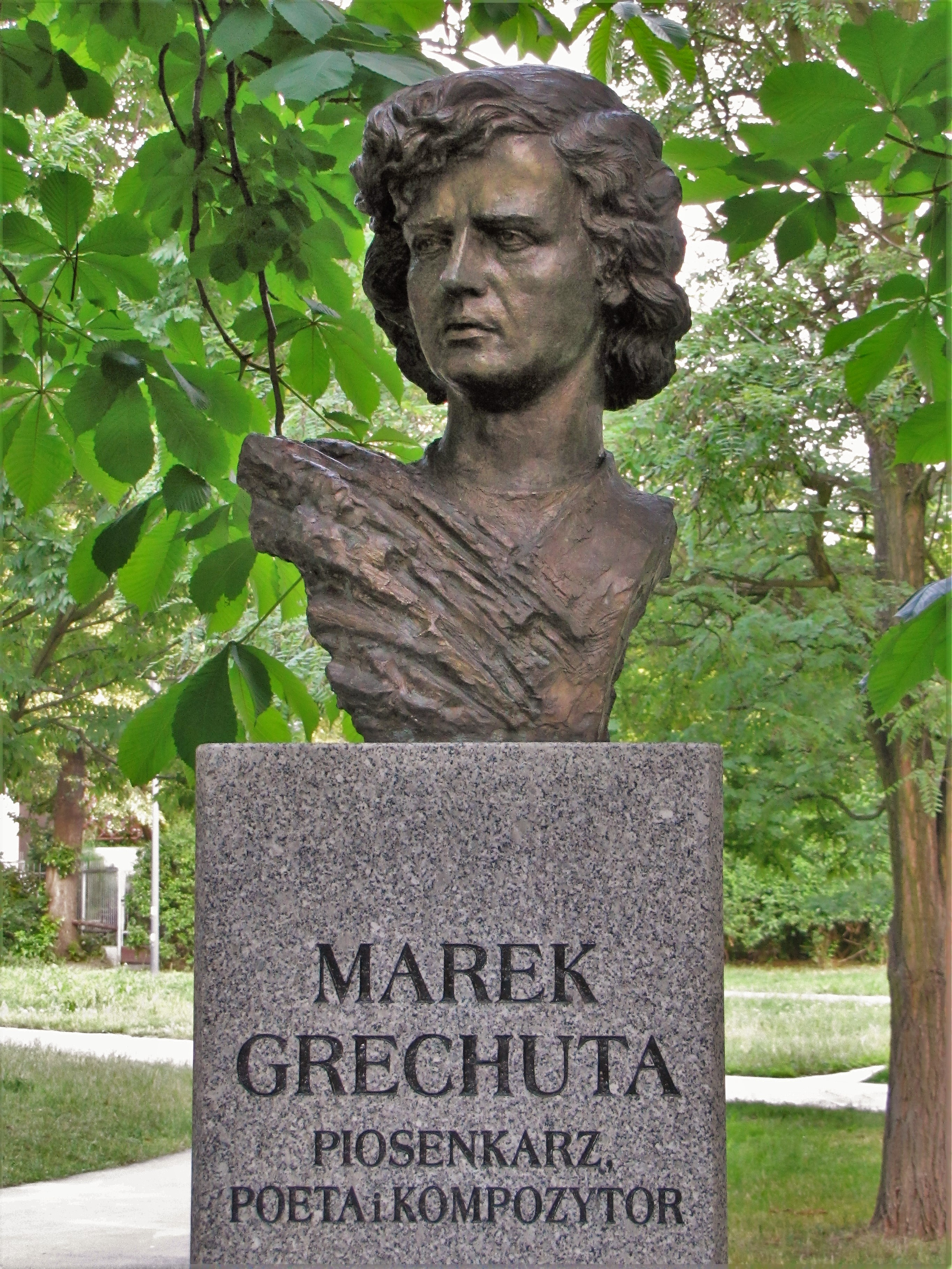
Marek Grechuta
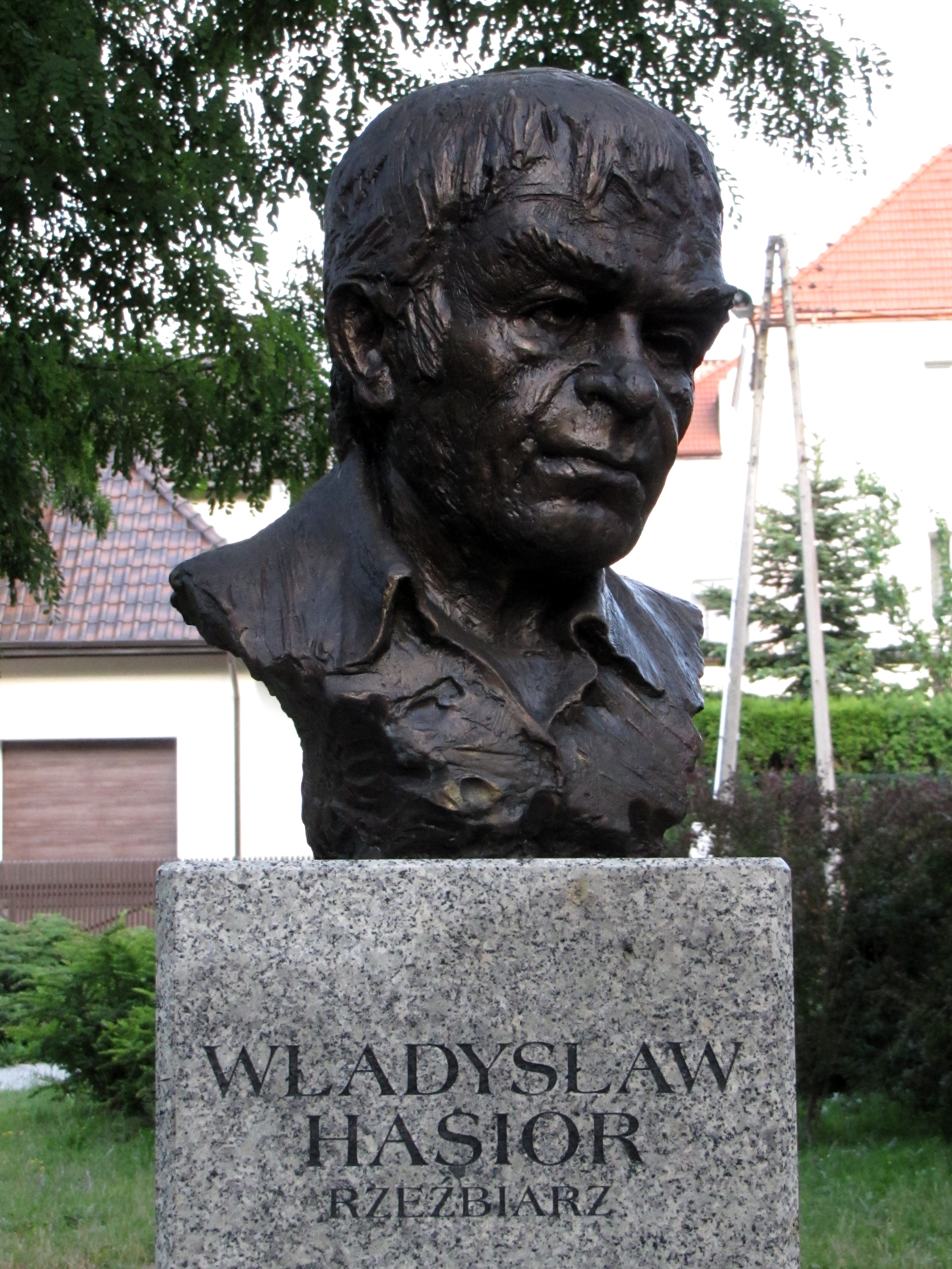
Władysław Hasior
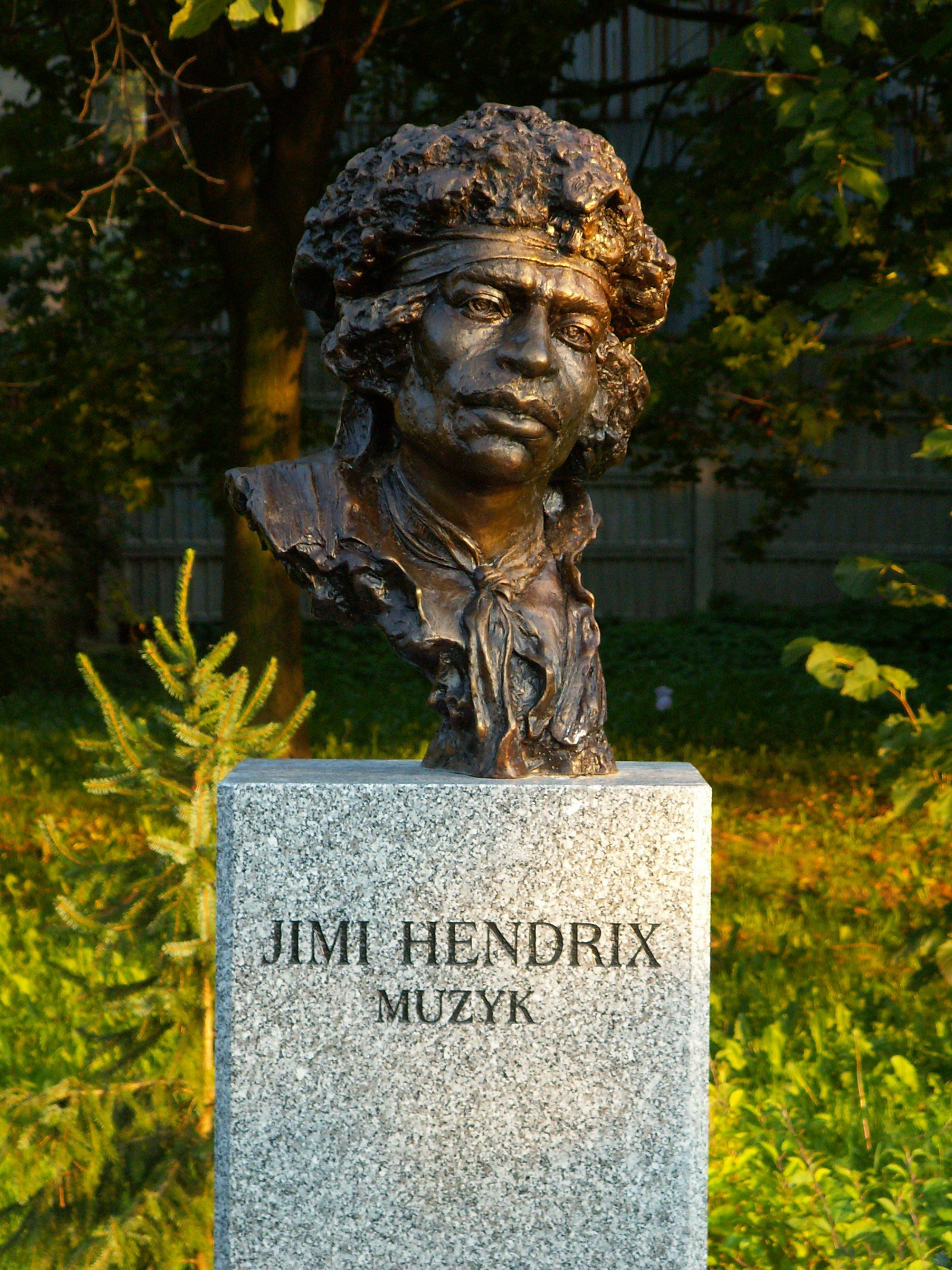
Jimi Hendrix
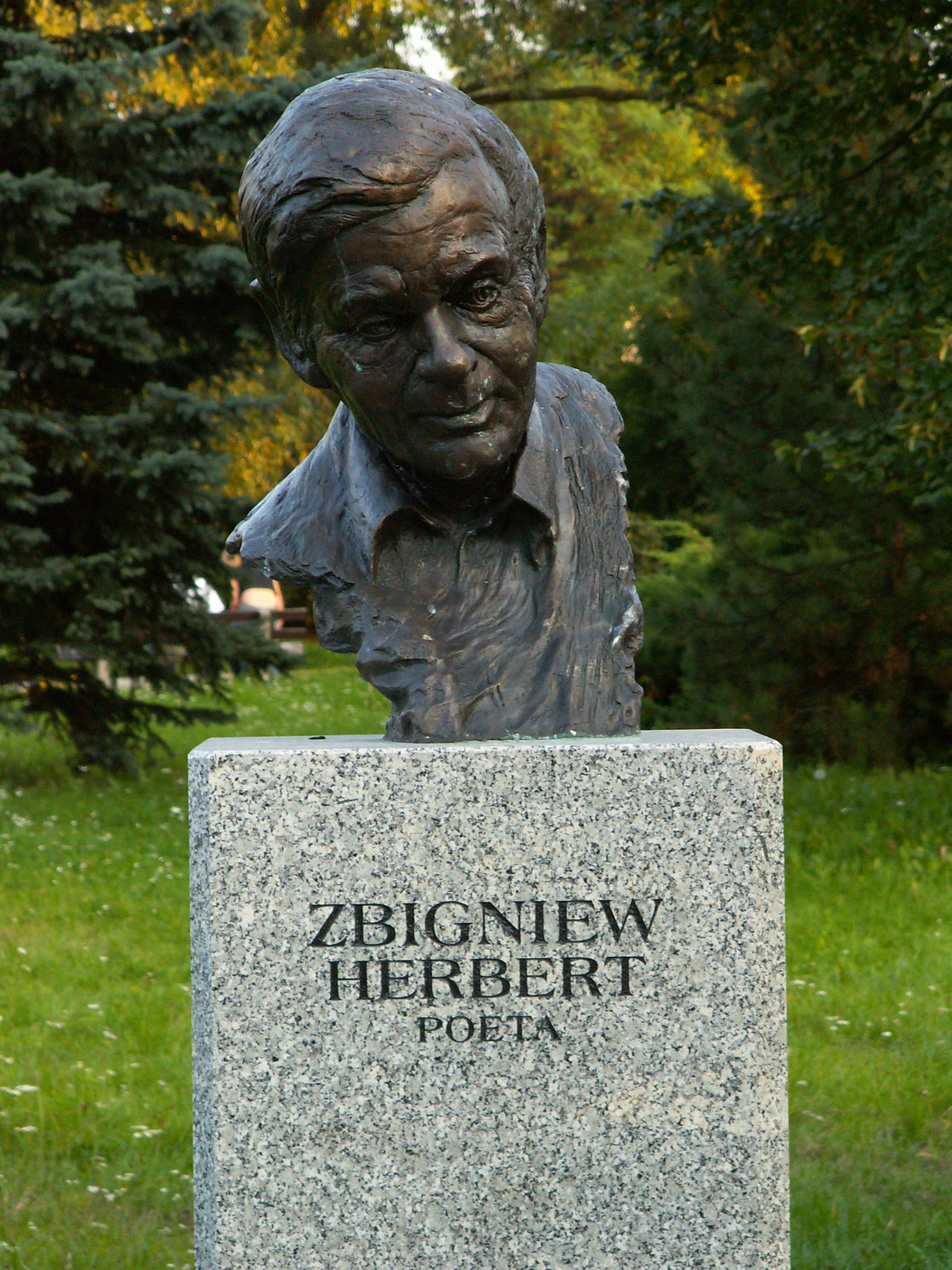
Zbigniew Herbert
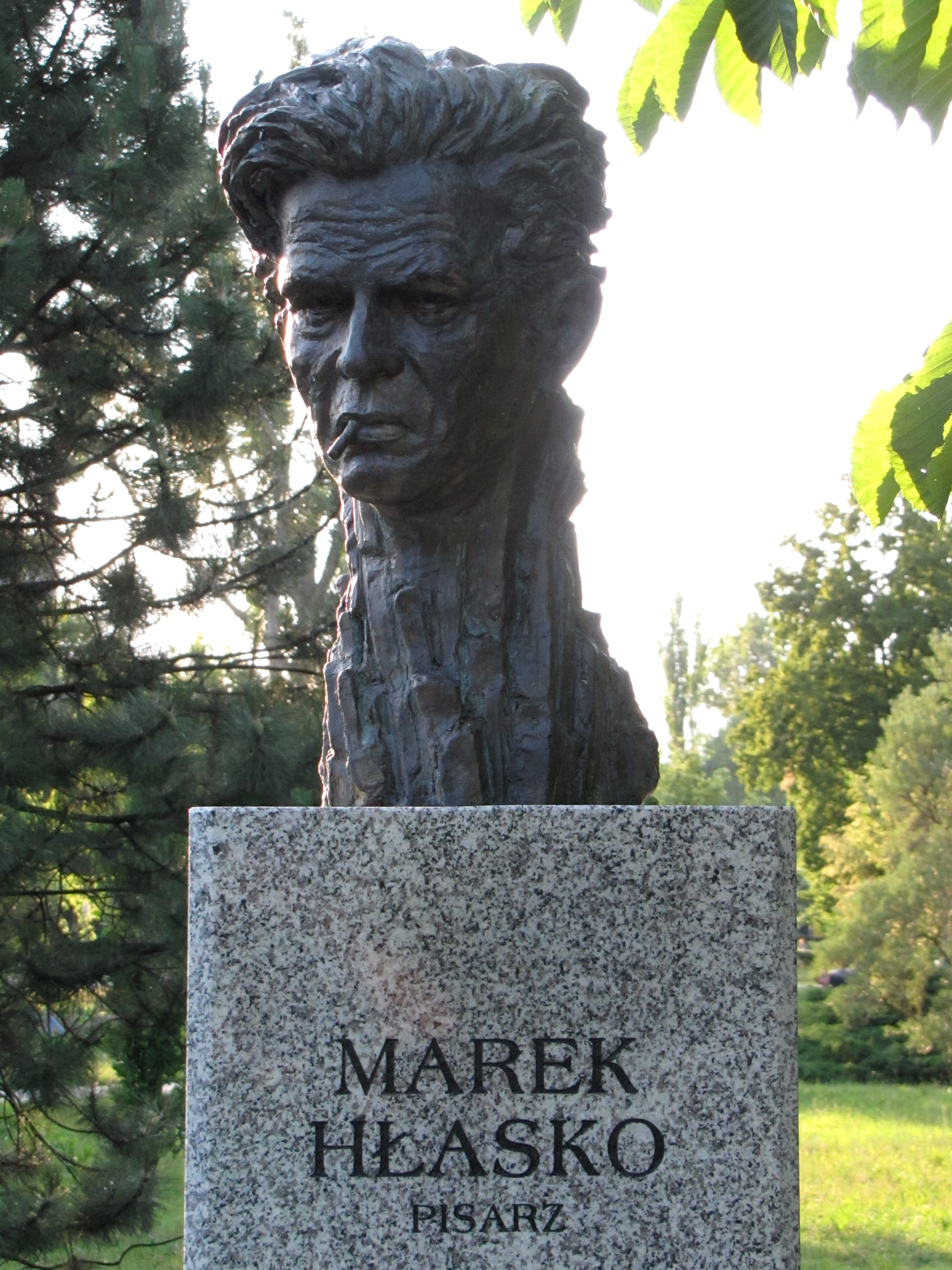
Marek Hłasko
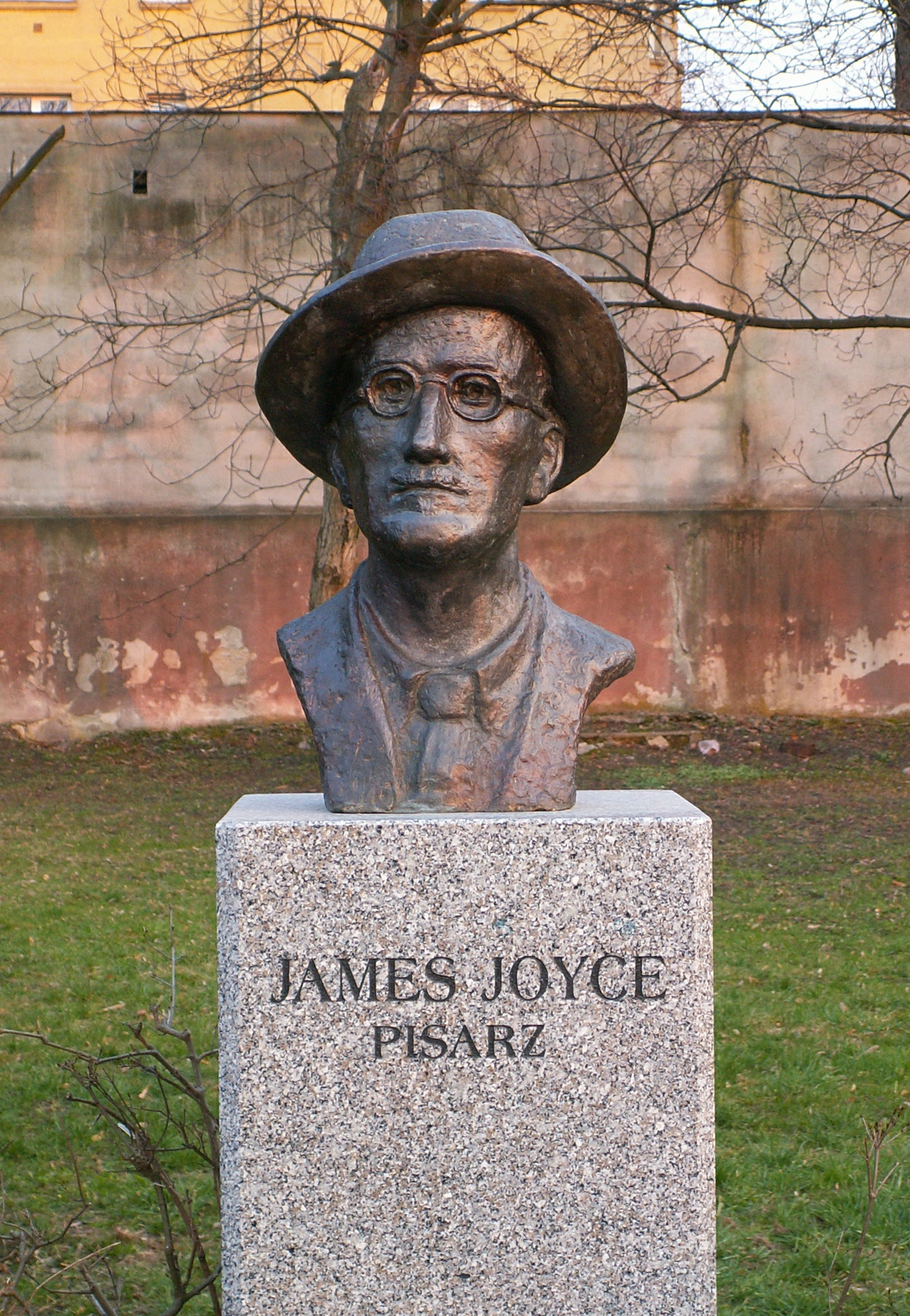
James Joyce
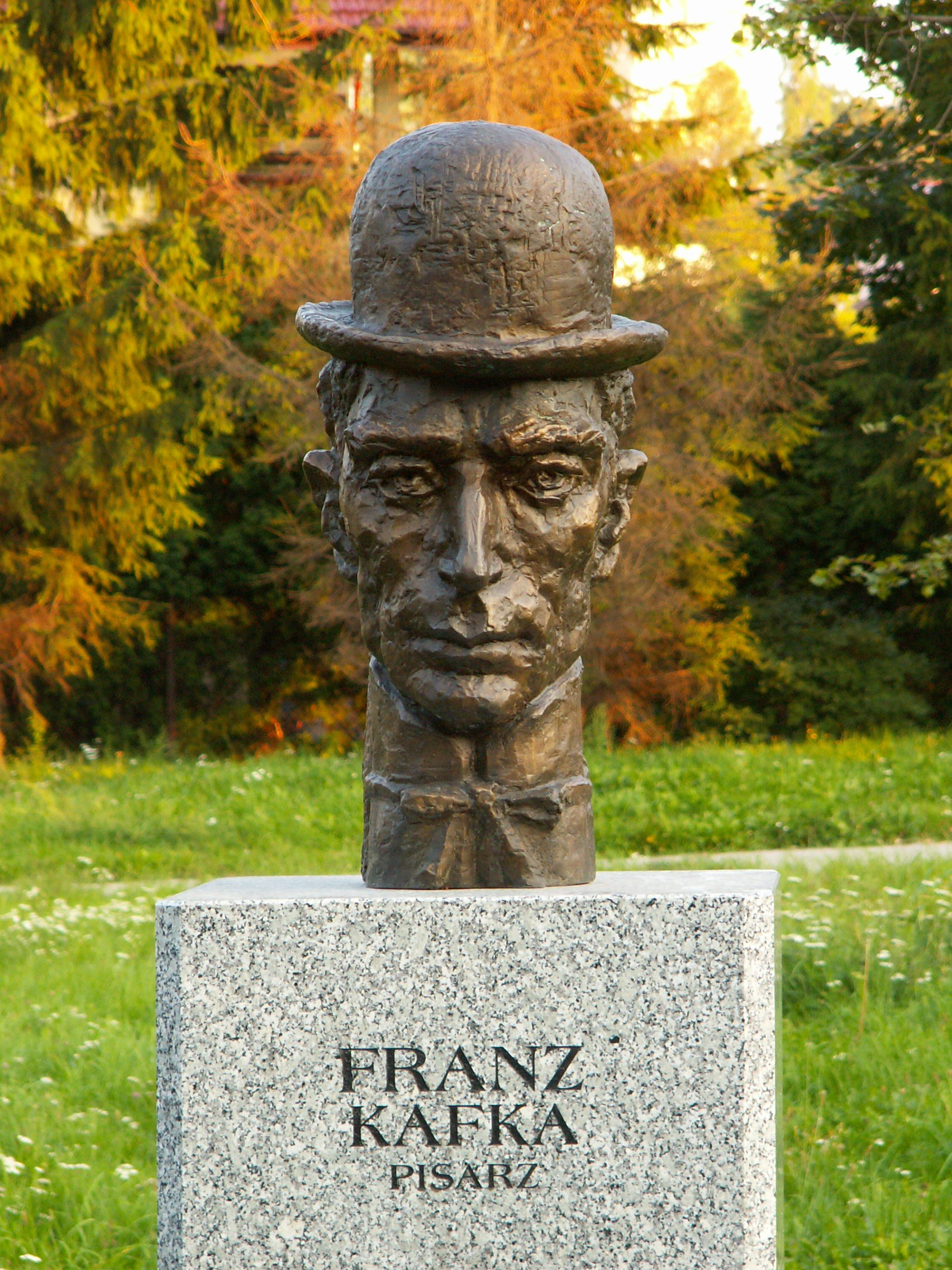
Franz Kafka
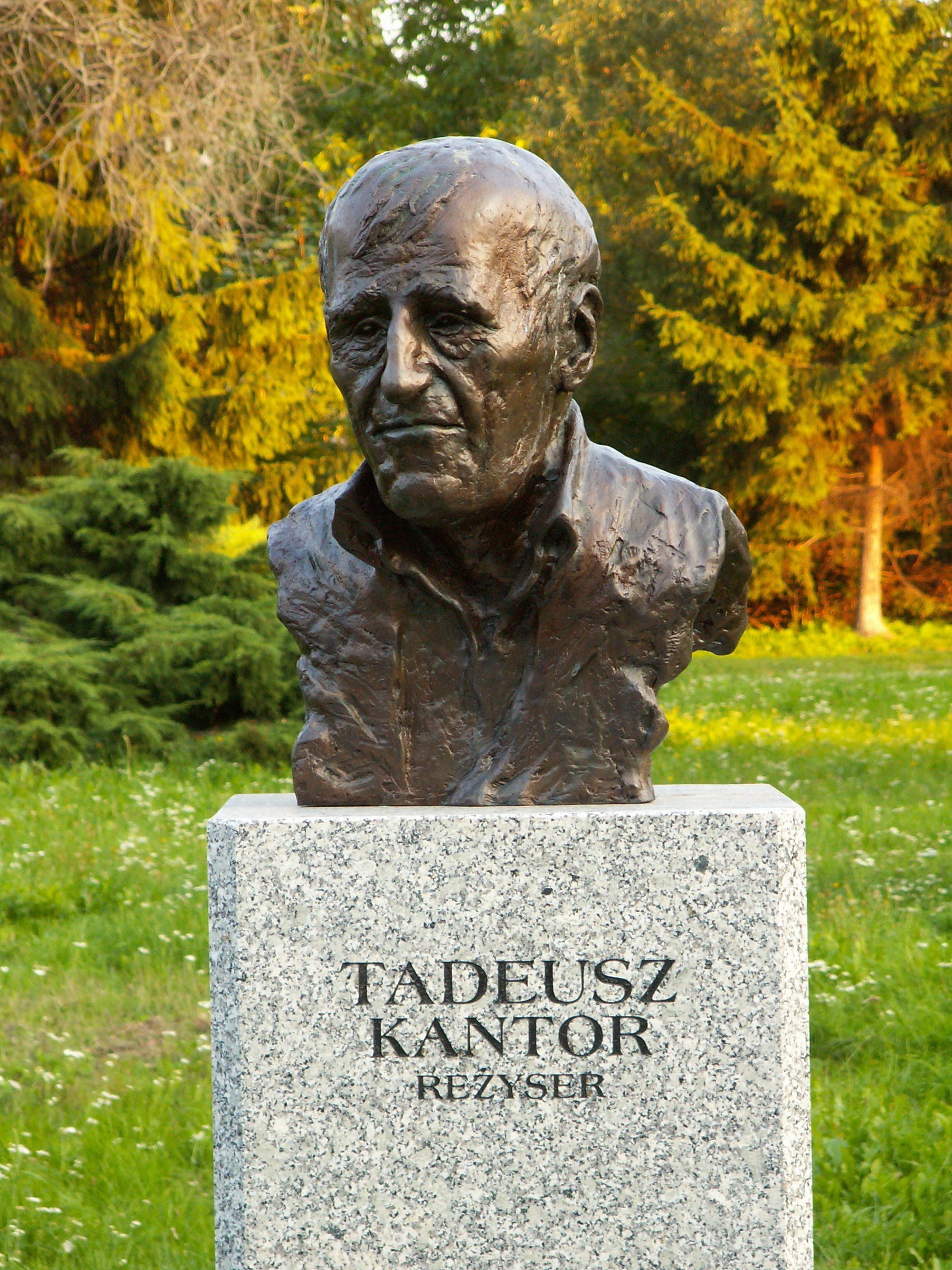
Tadeusz Kantor
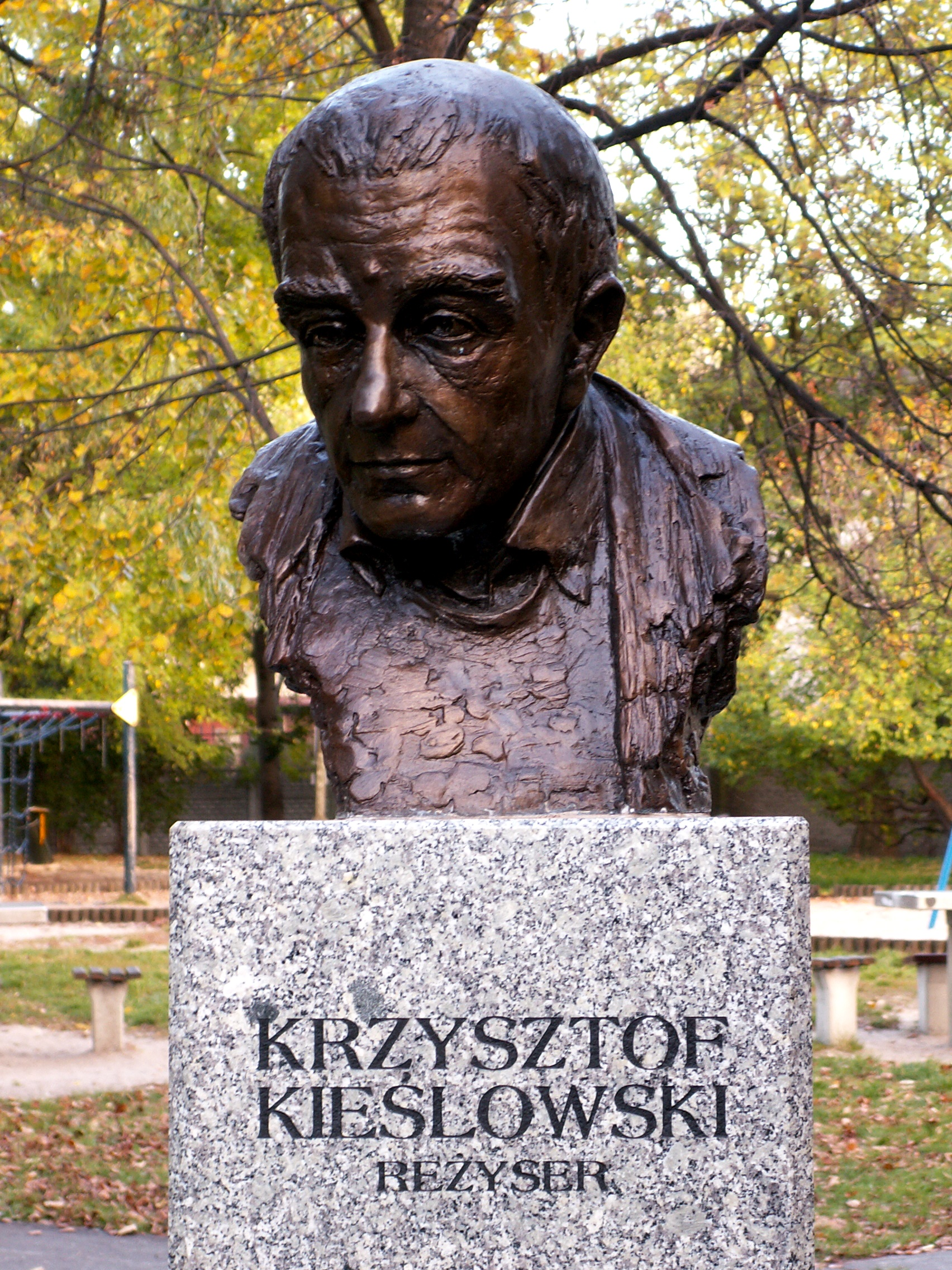
Krzysztof Kieślowski
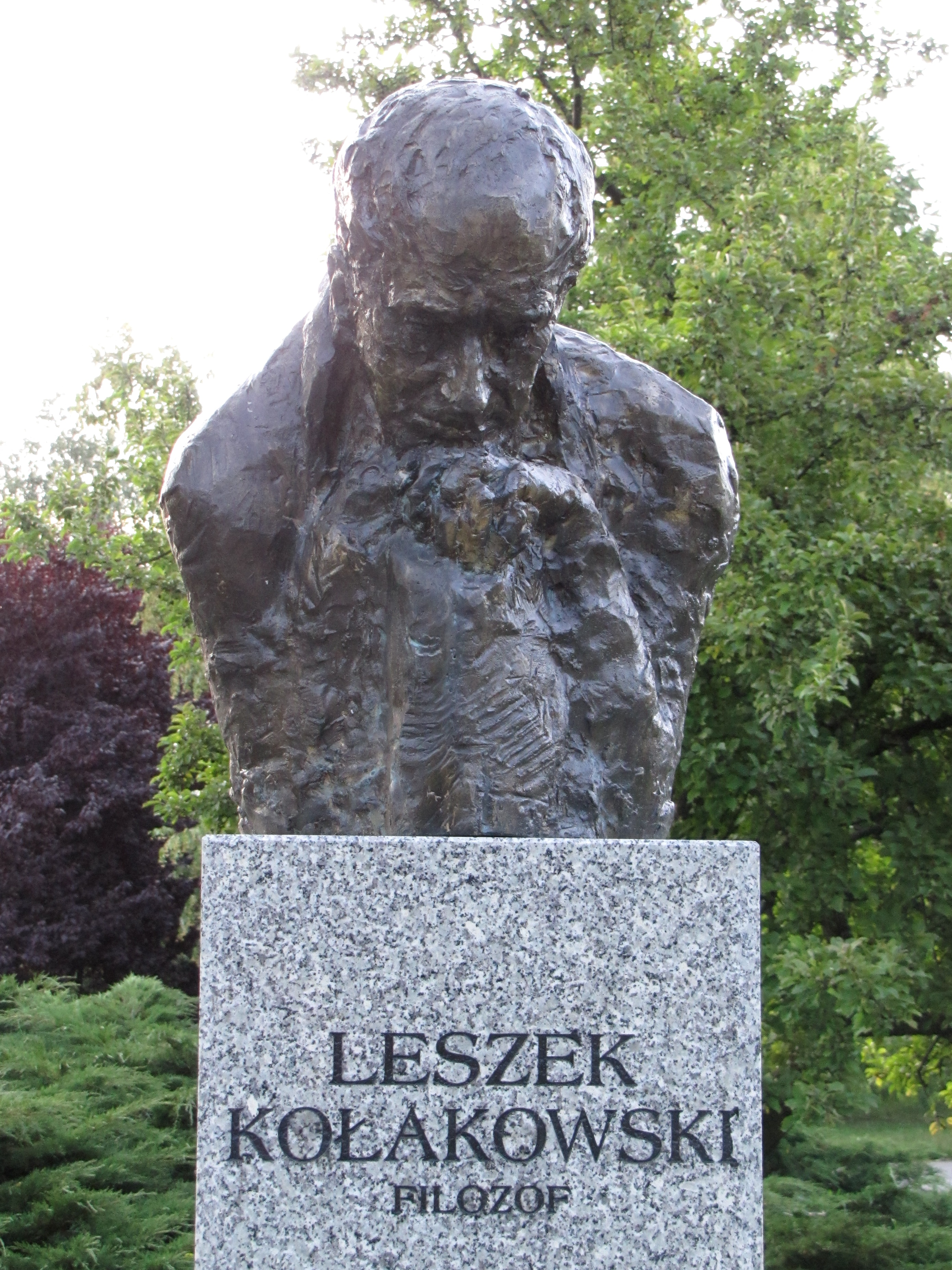
Leszek Kołakowski
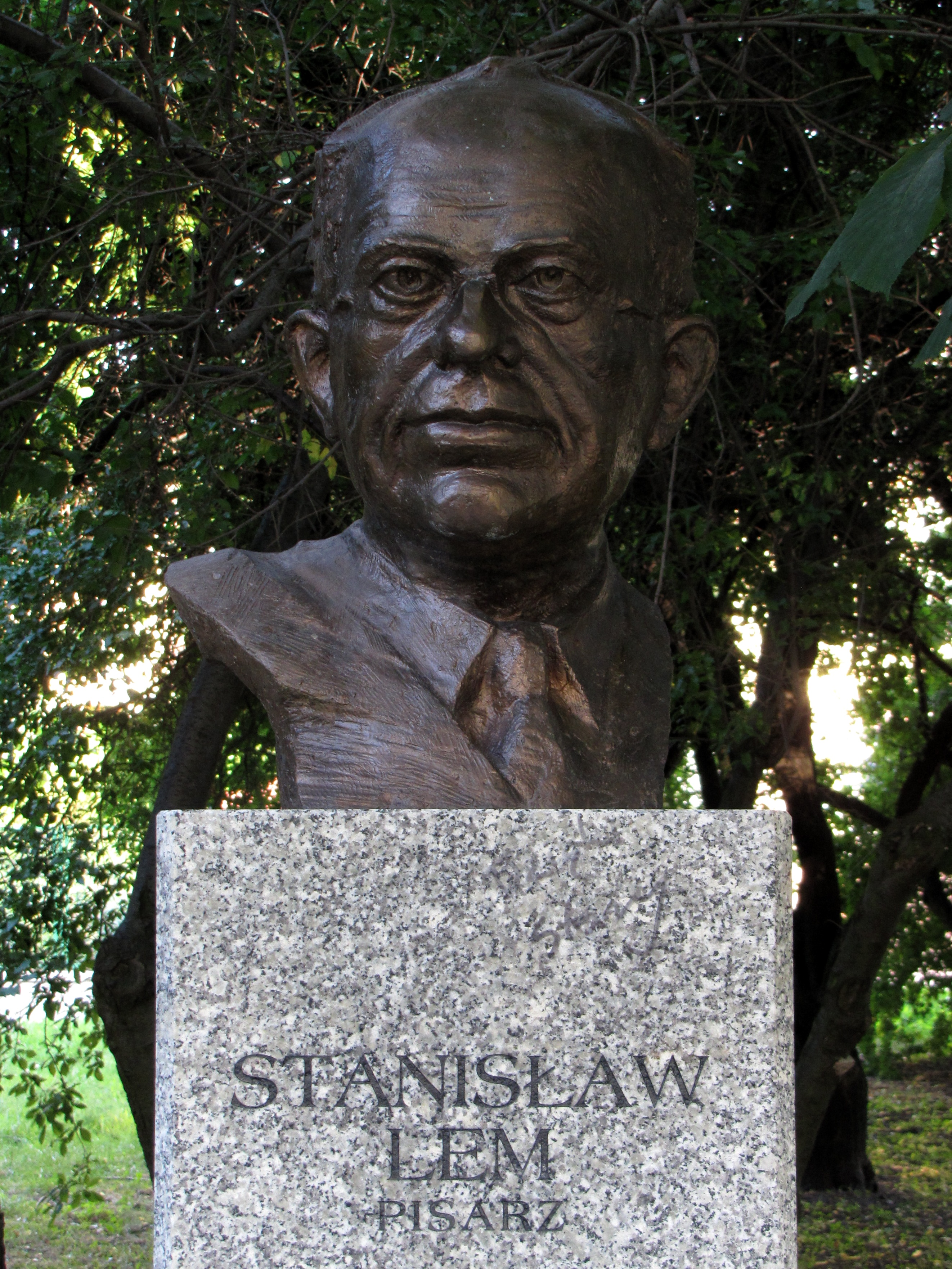
Stanisław Lem
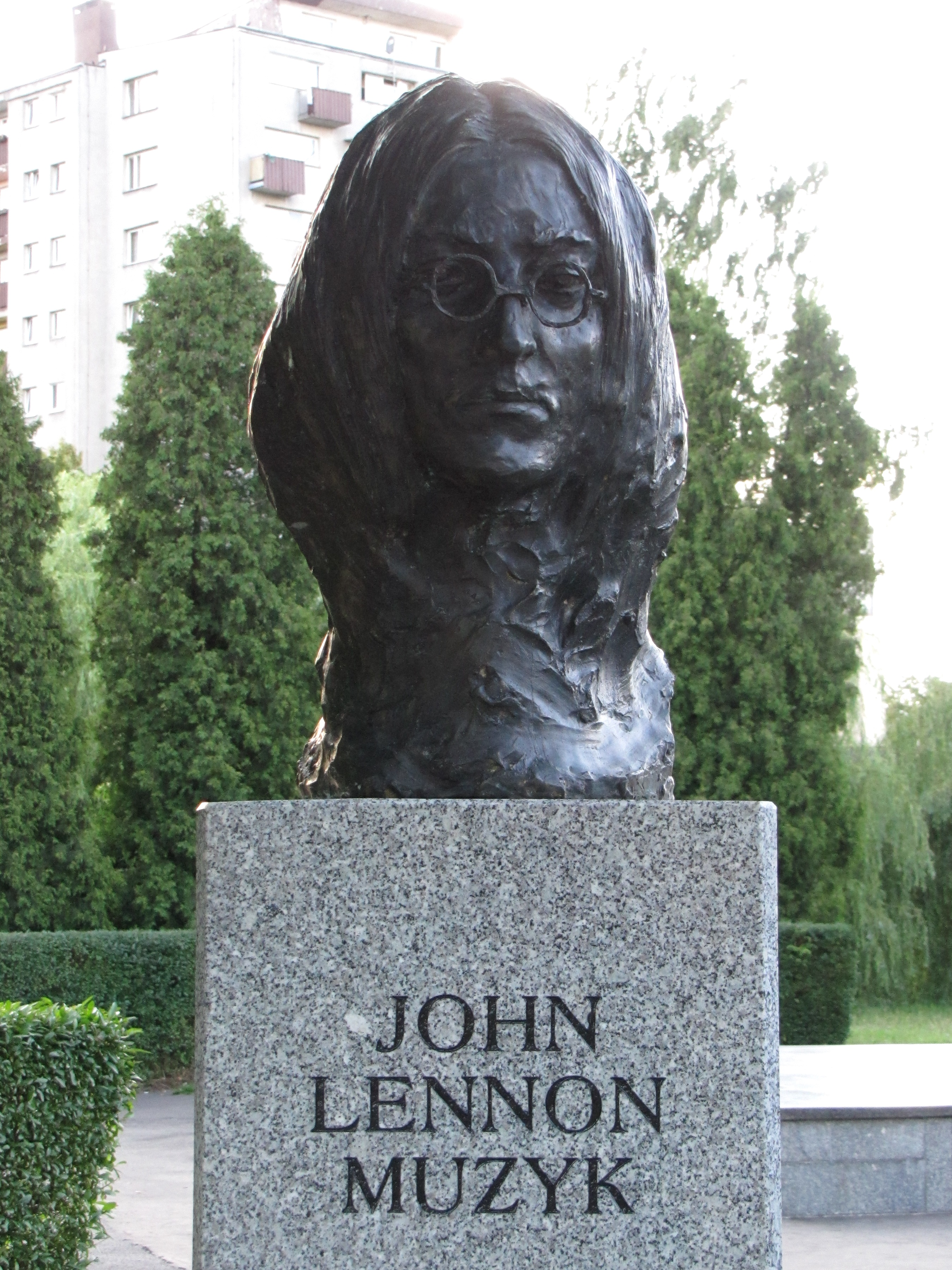
John Lennon
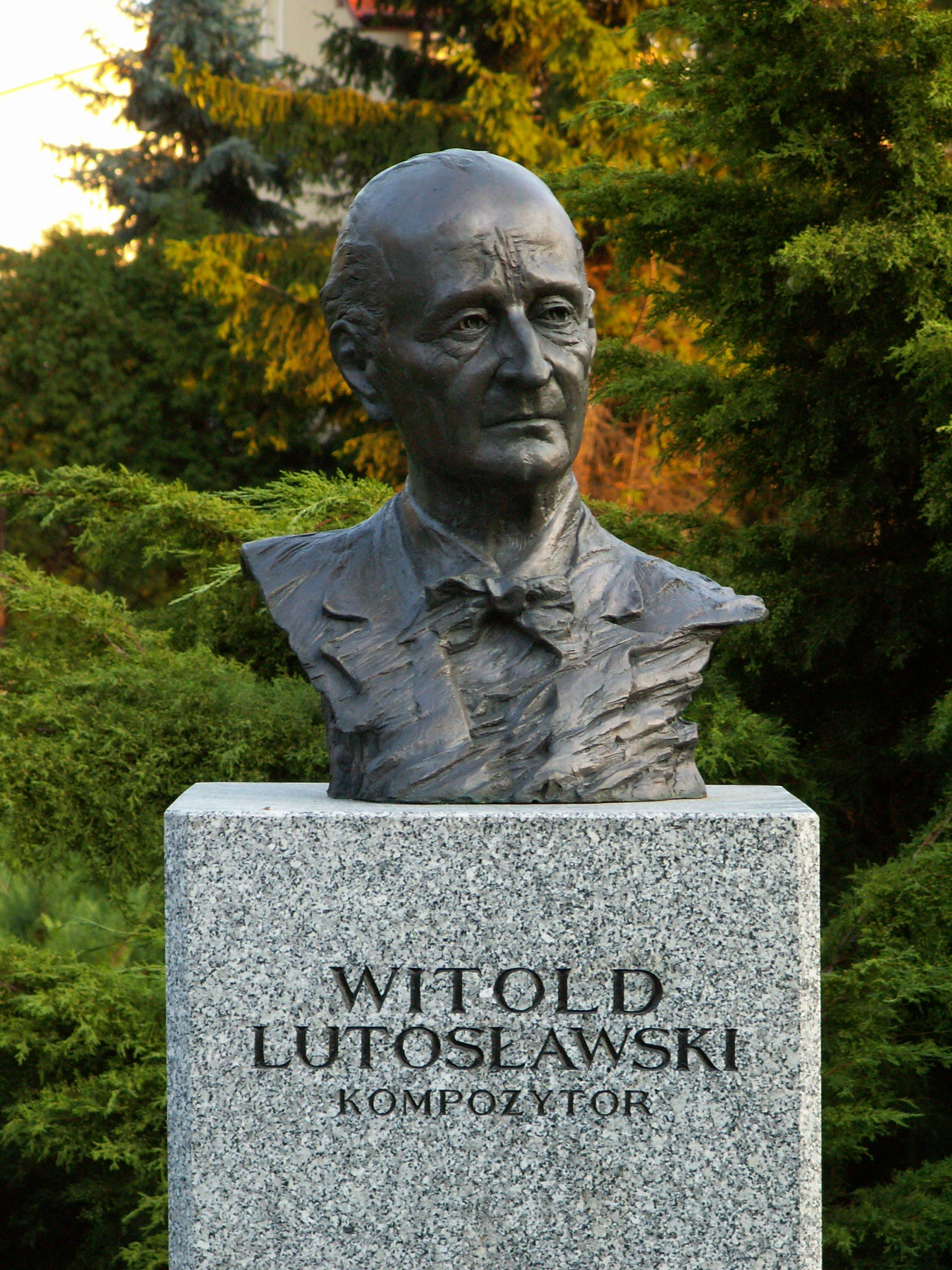
Witold Lutosławski
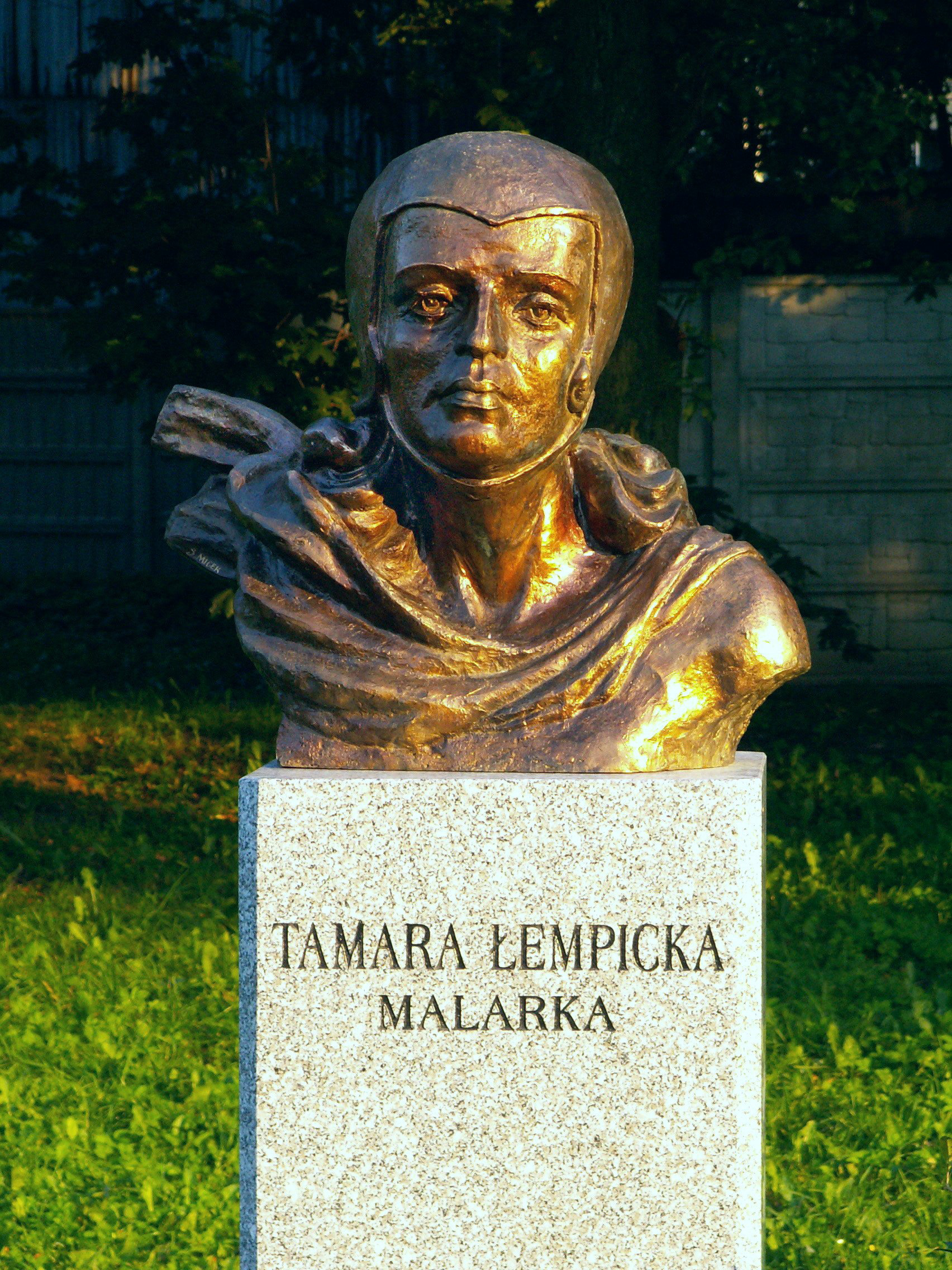
Tamara Łempicka
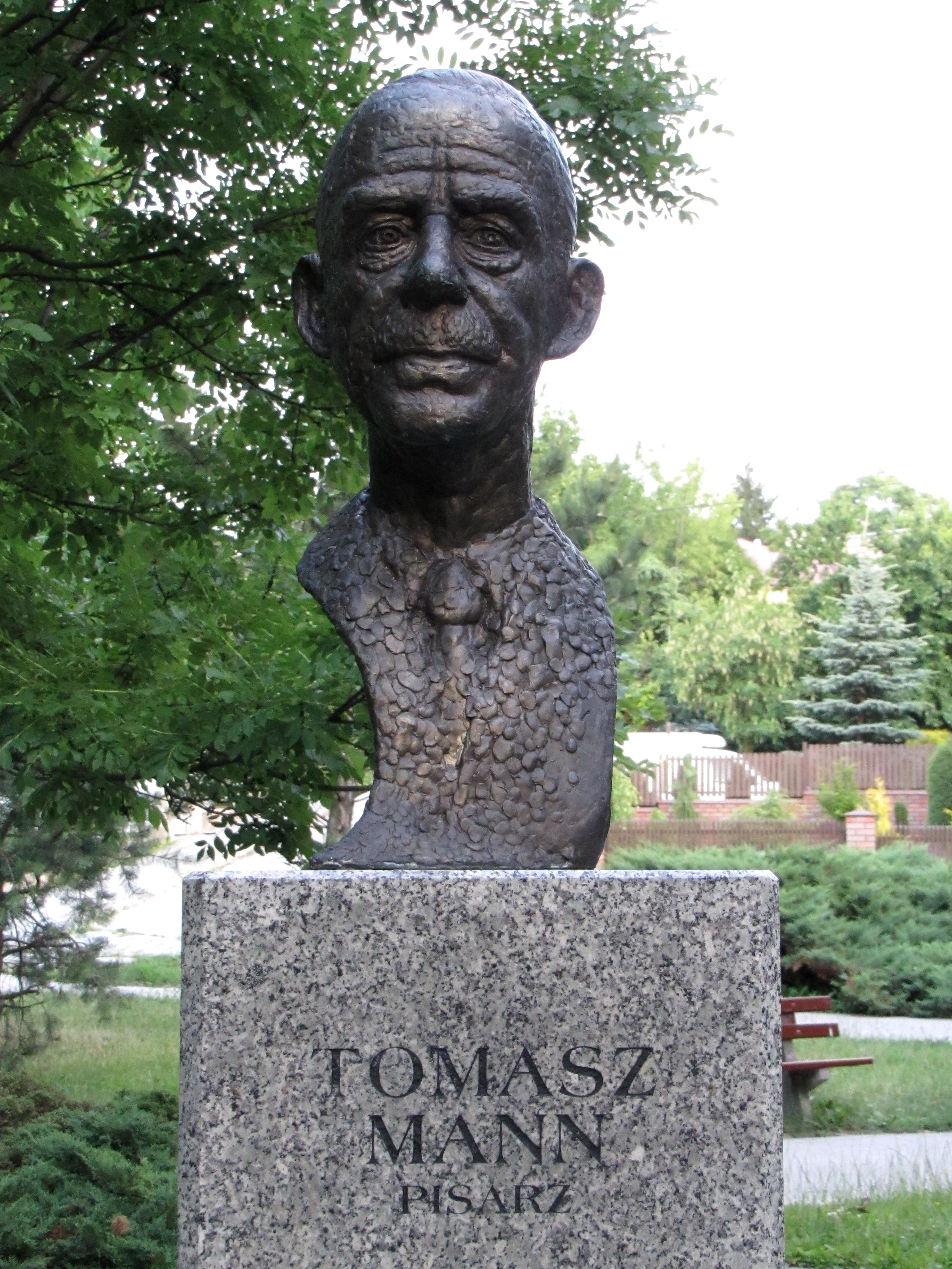
Thomas Mann
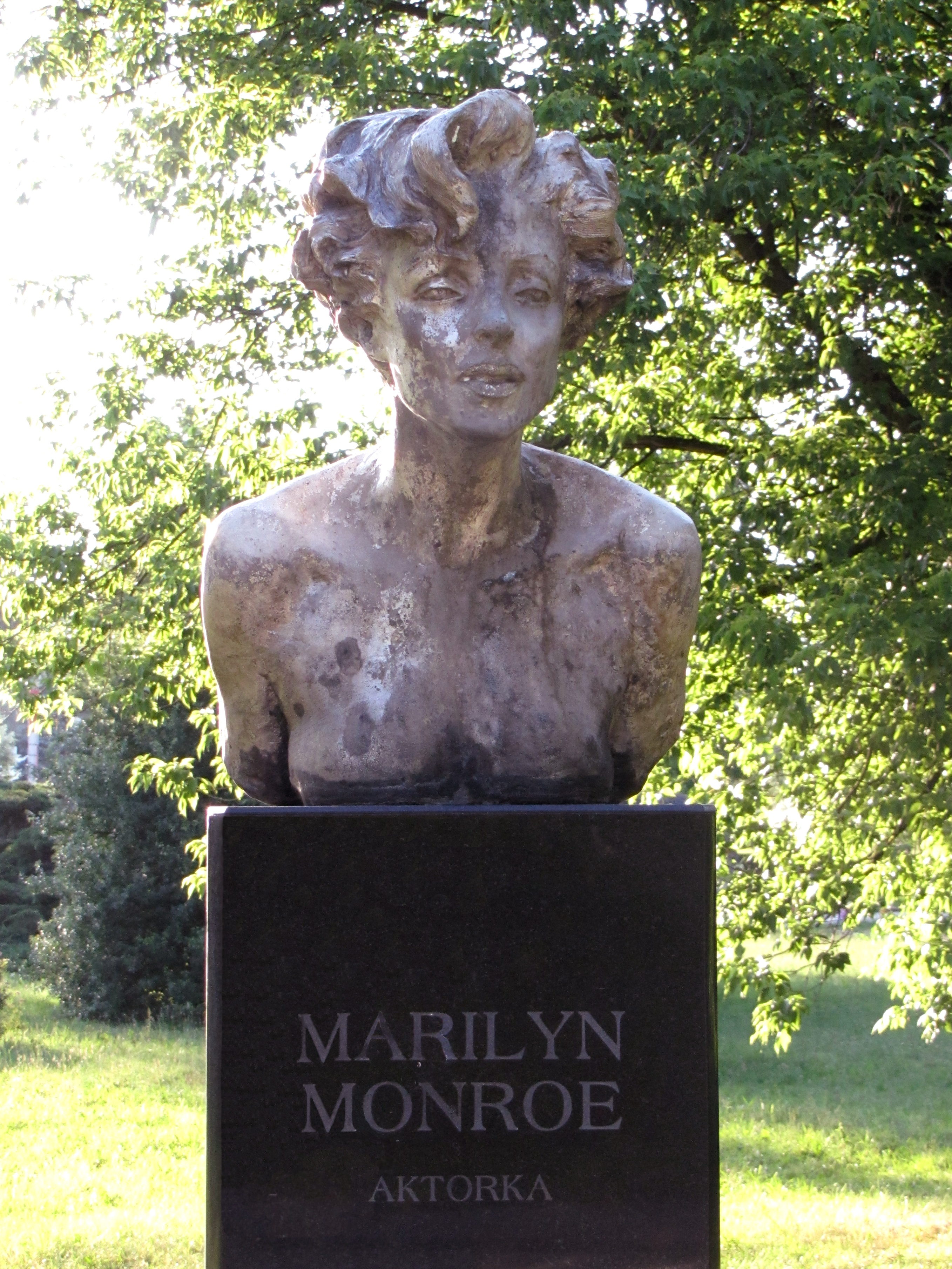
Marilyn Monroe
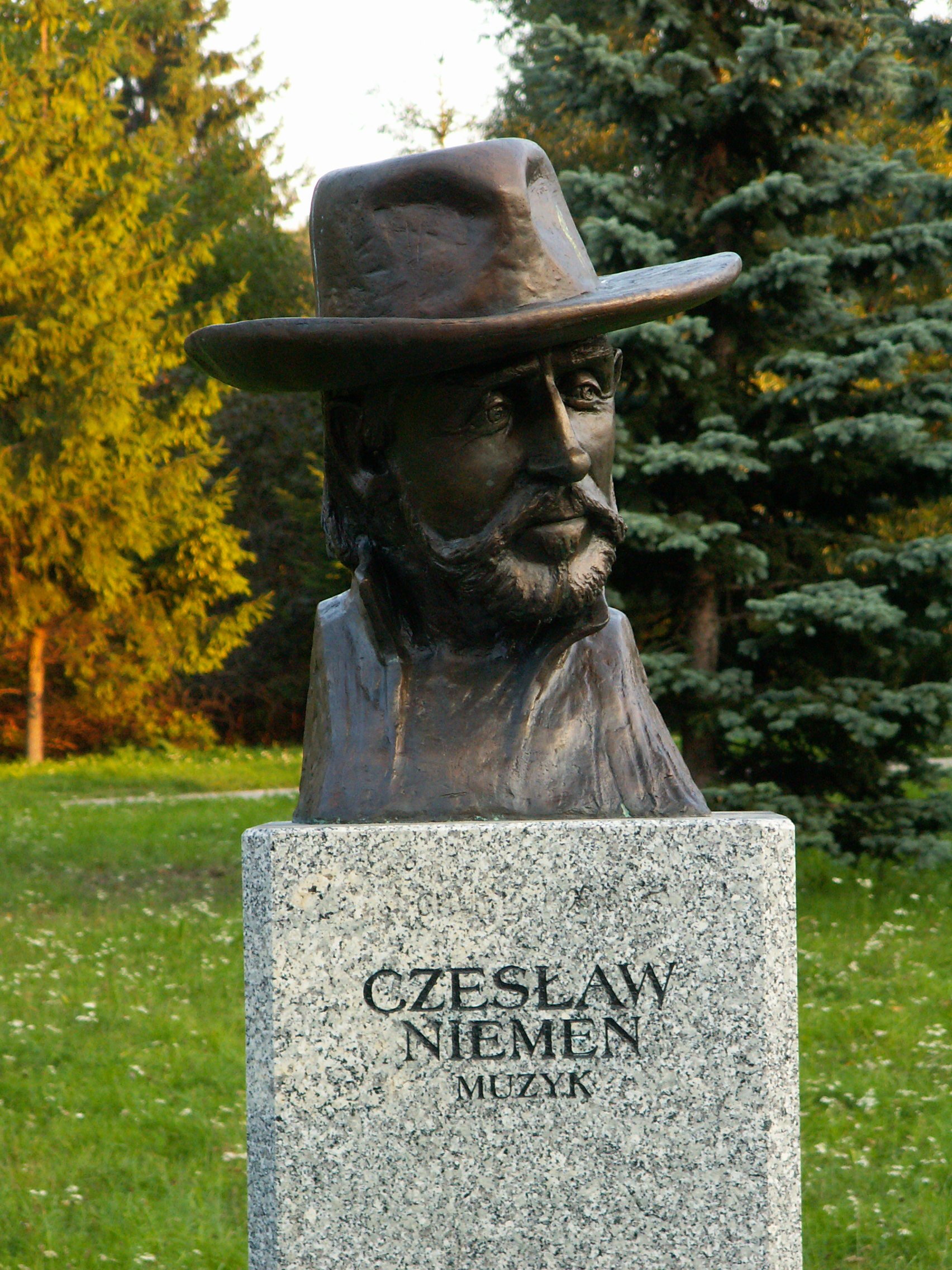
Czesław Niemen
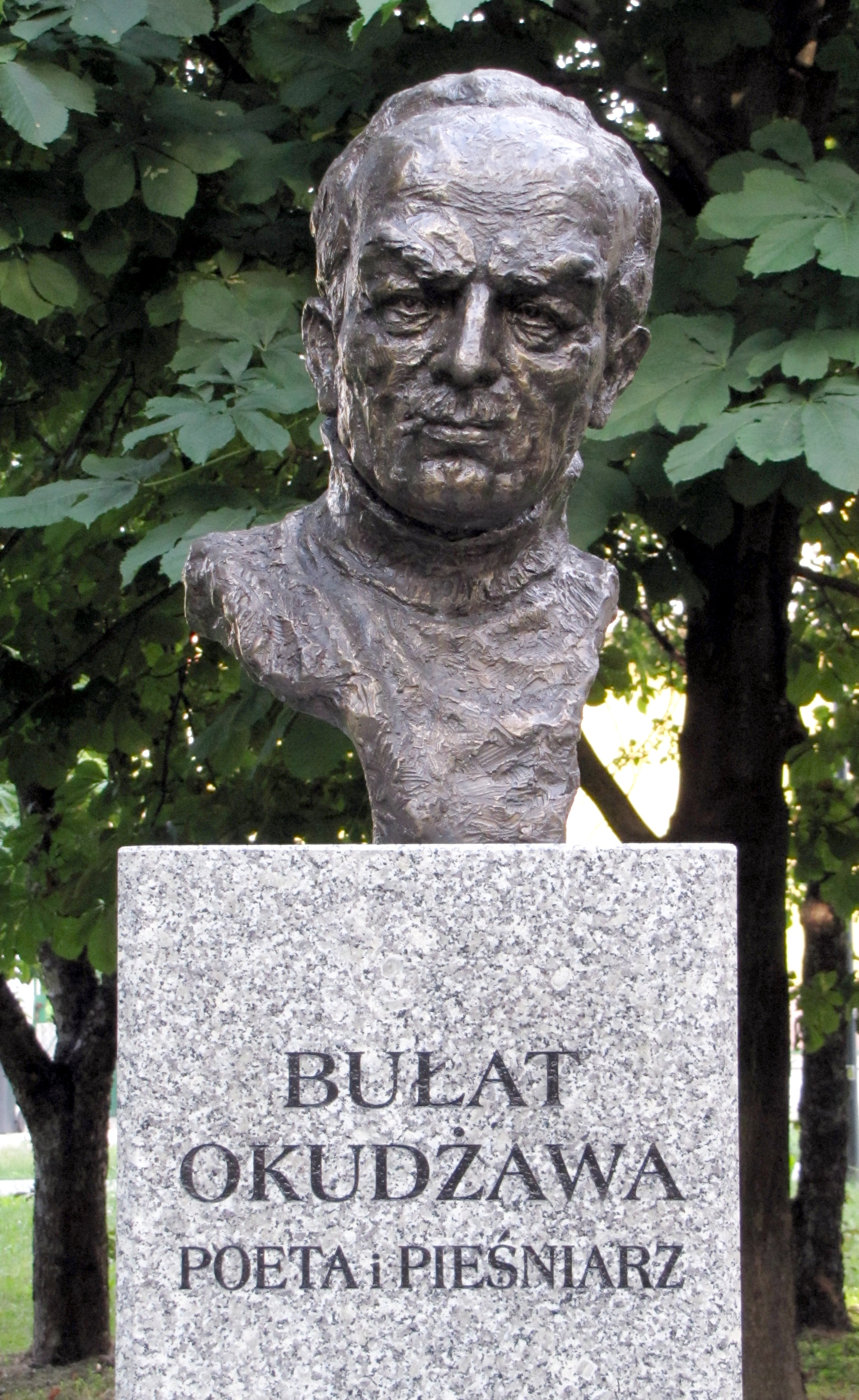
Bułat Okudżawa
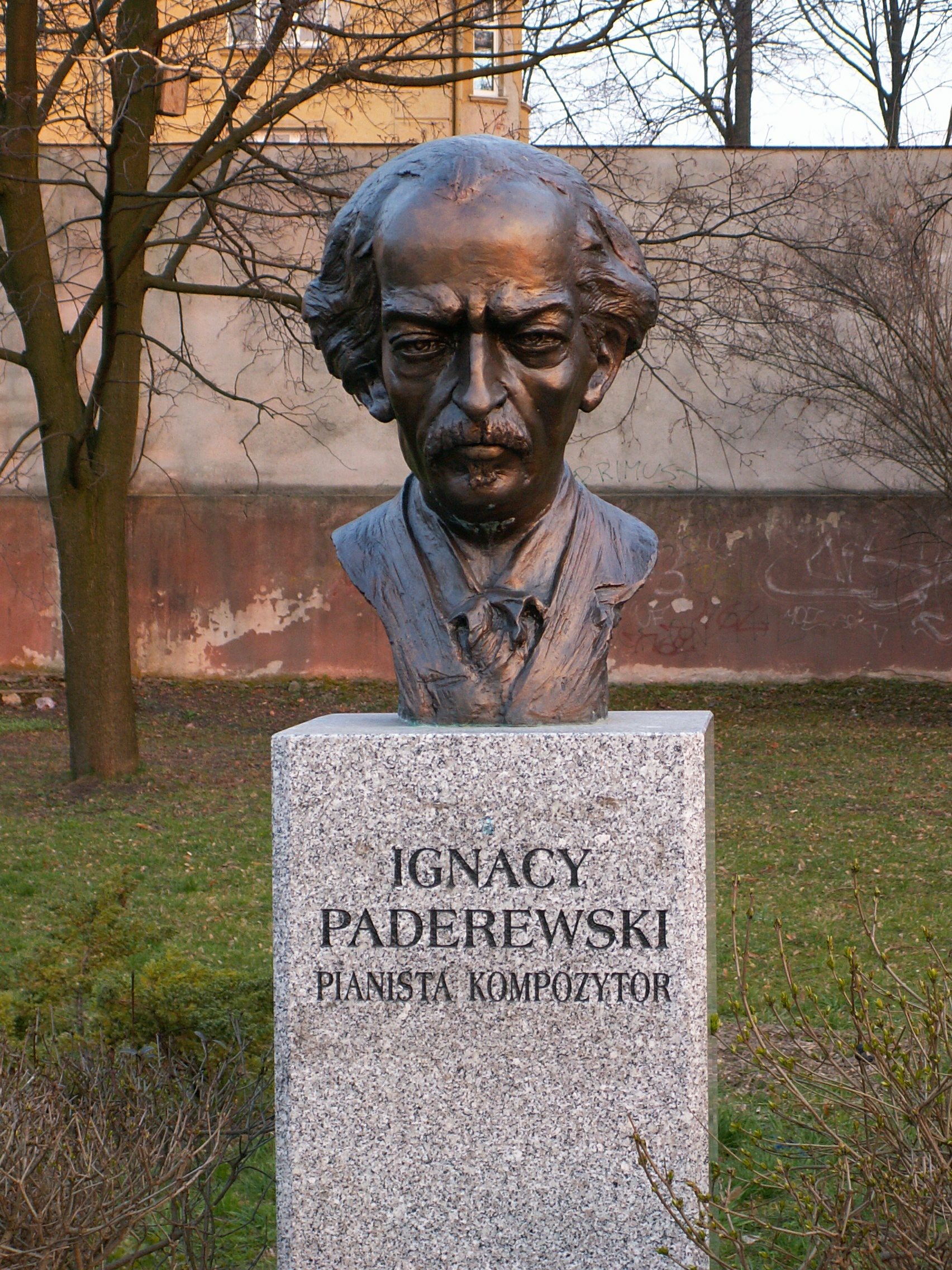
Ignacy Jan Paderewski
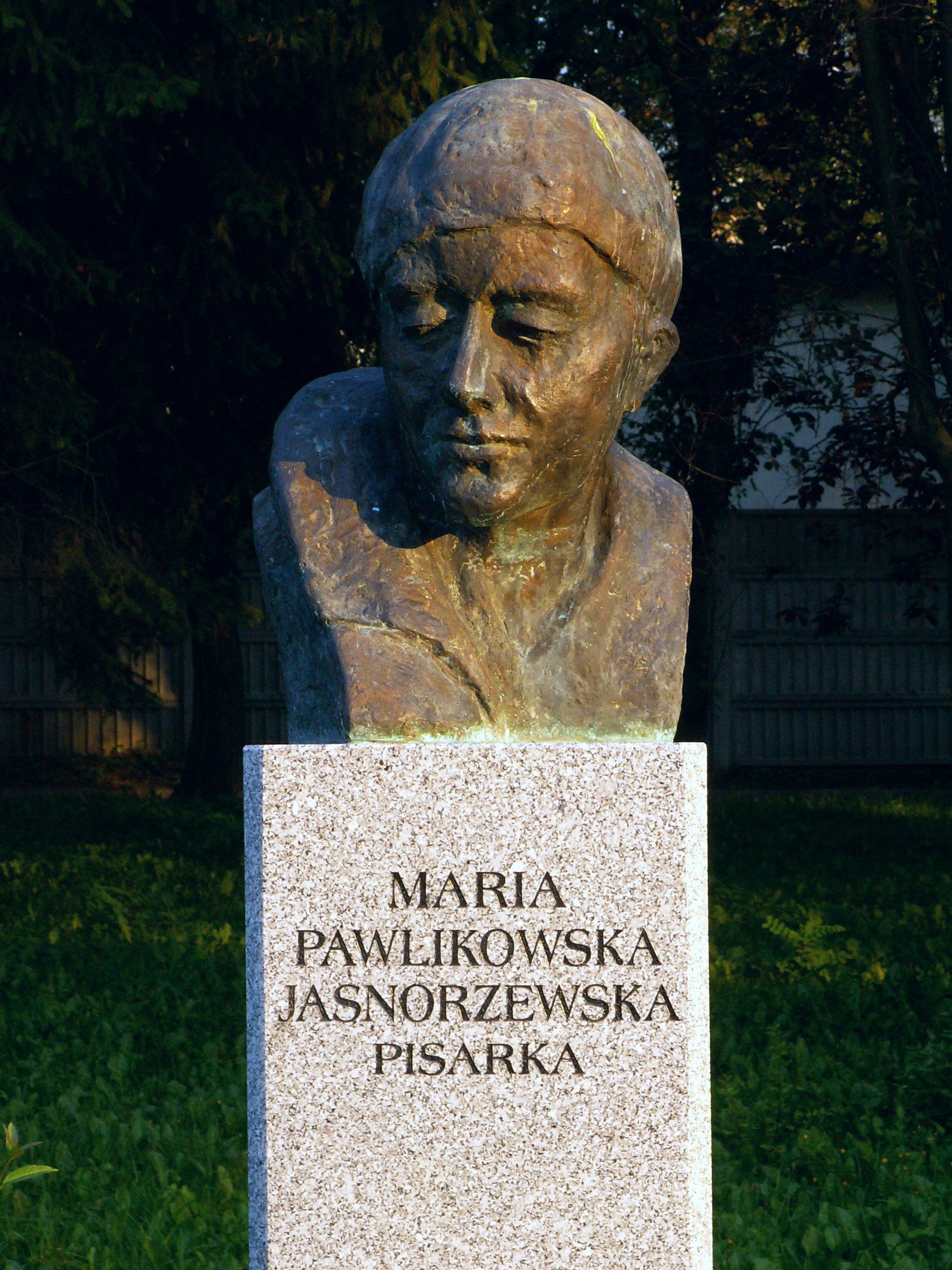
Maria Pawlikowska-Jasnorzewska
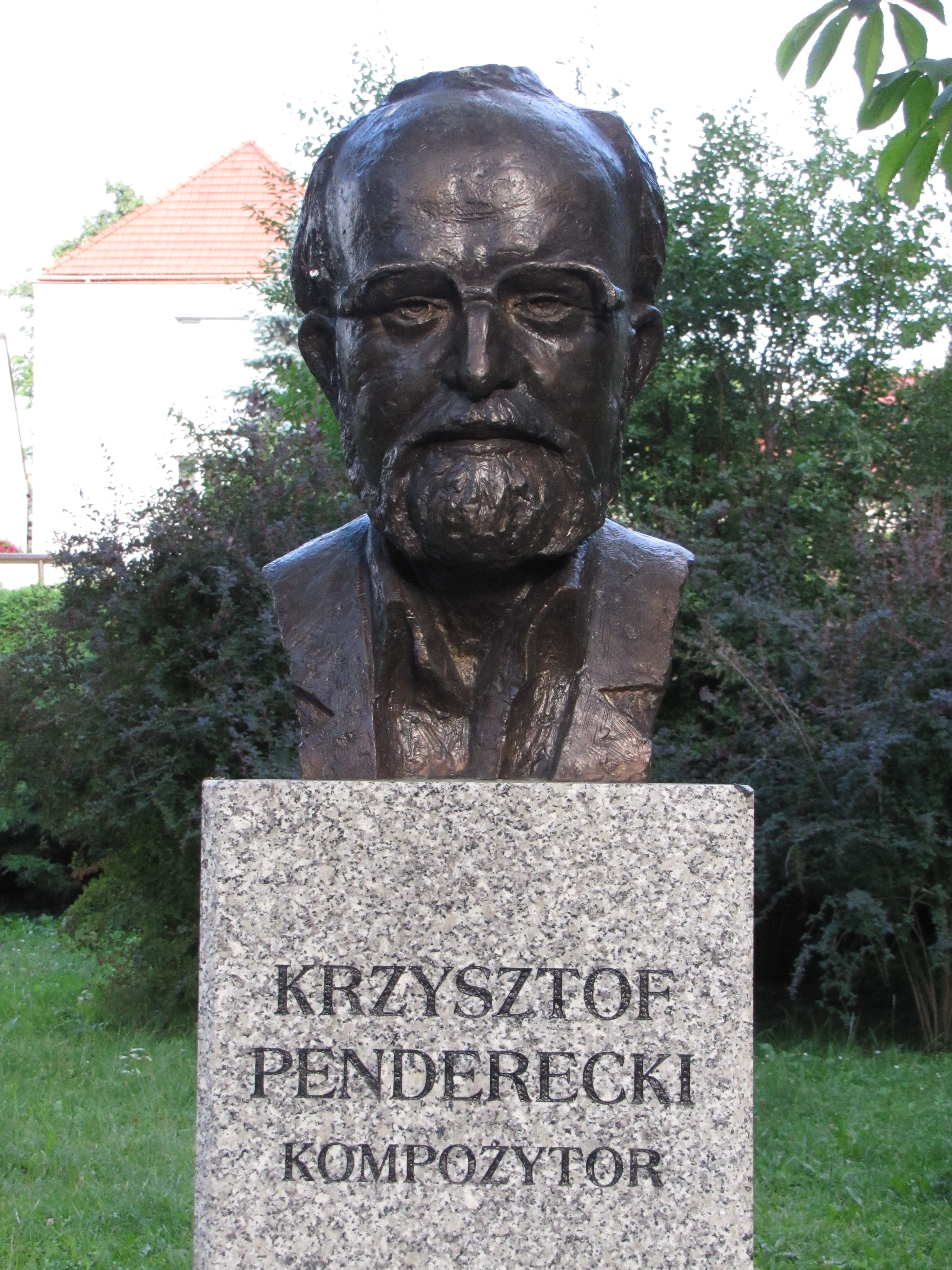
Krzysztof Penderecki
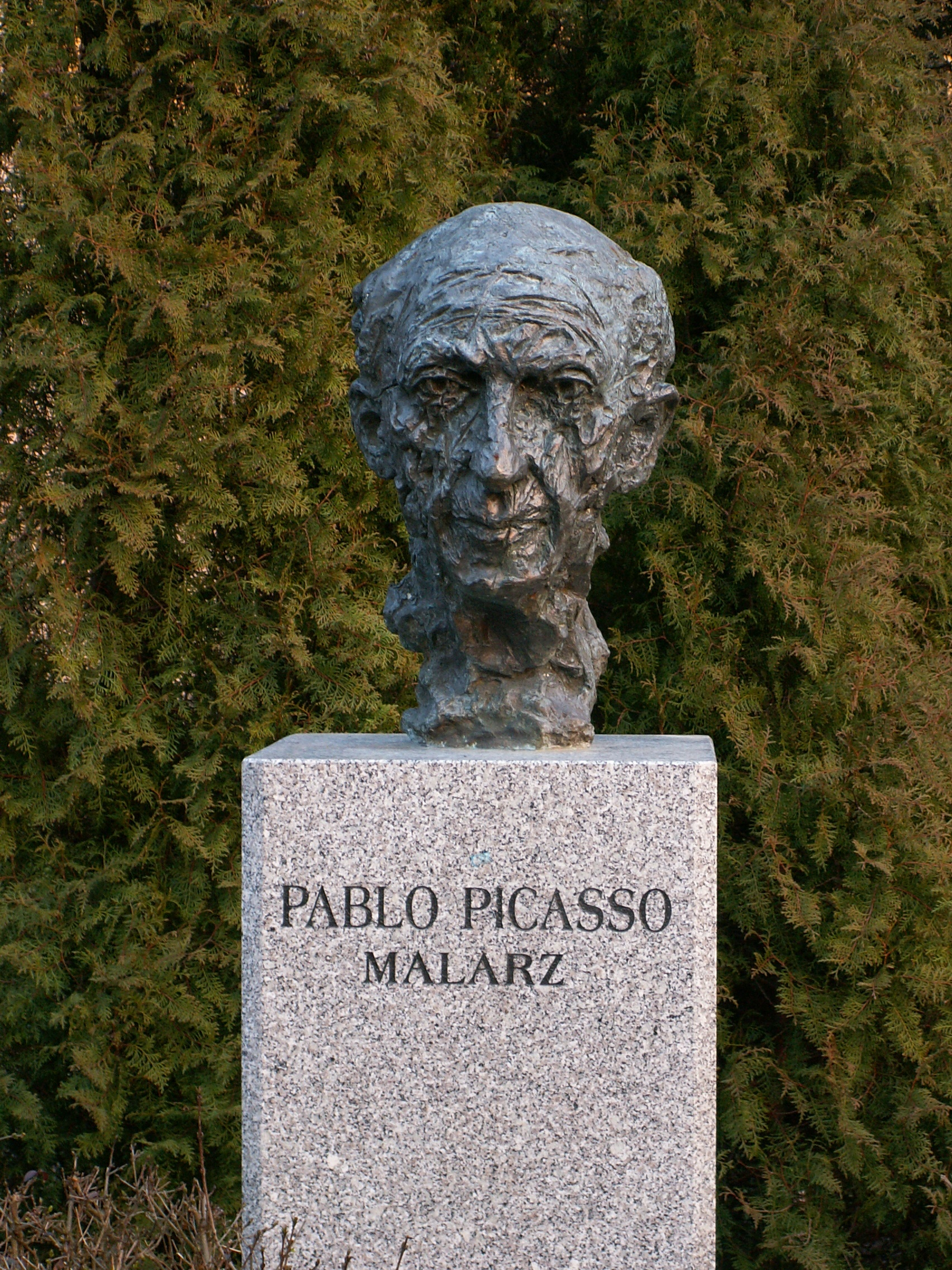
Pablo Picasso
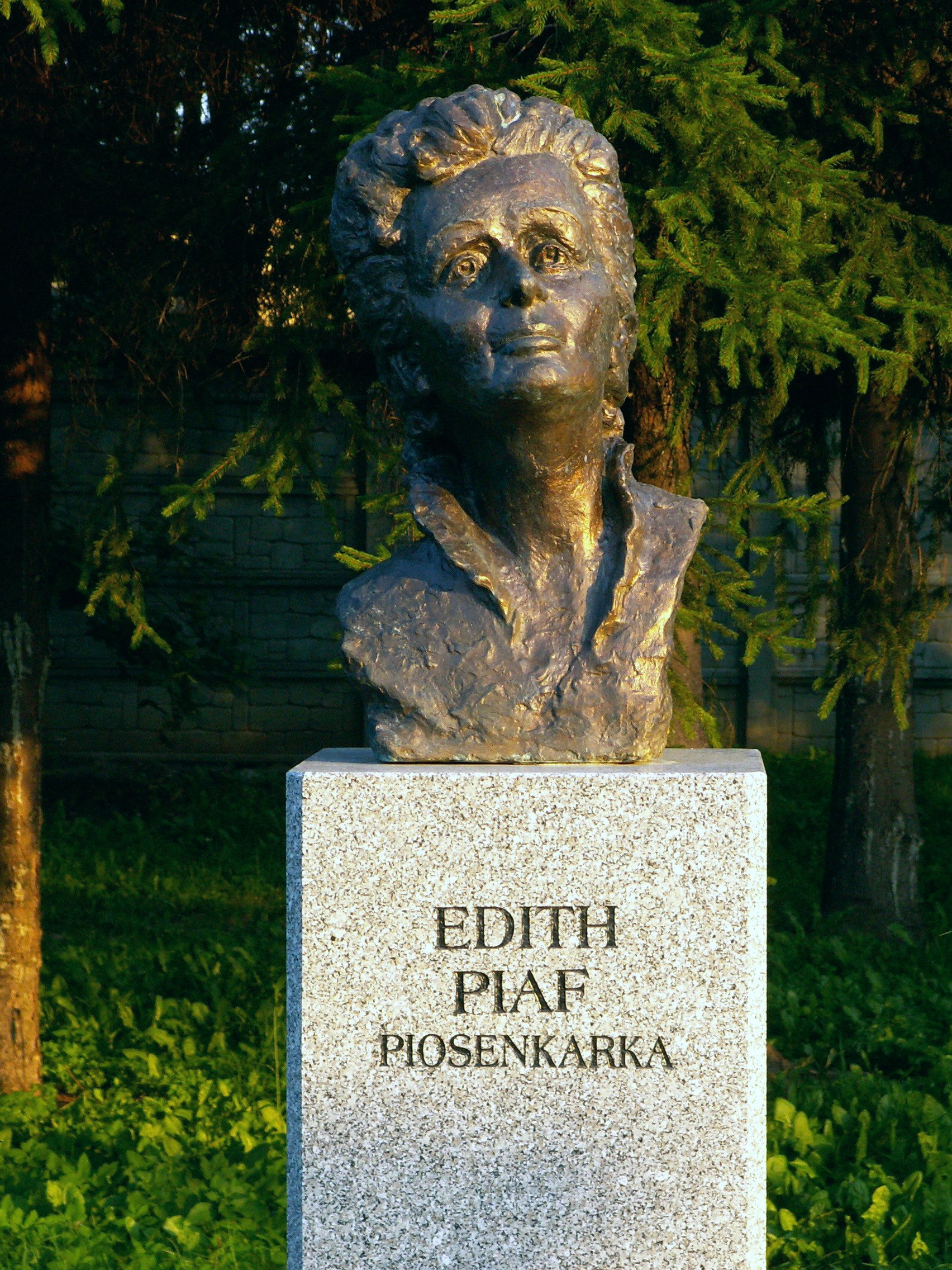
Édith Piaf
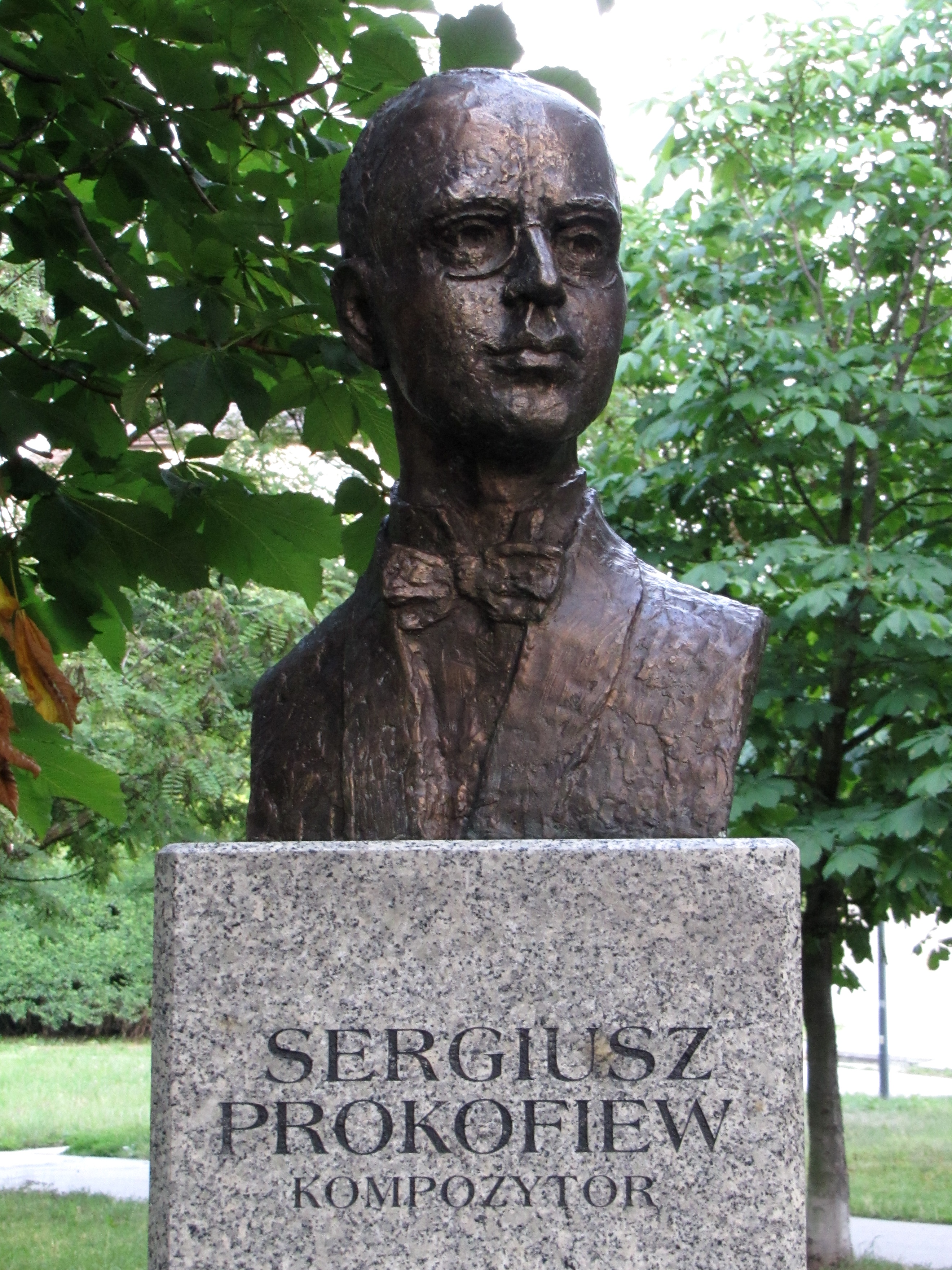
Siergiej Prokofjew
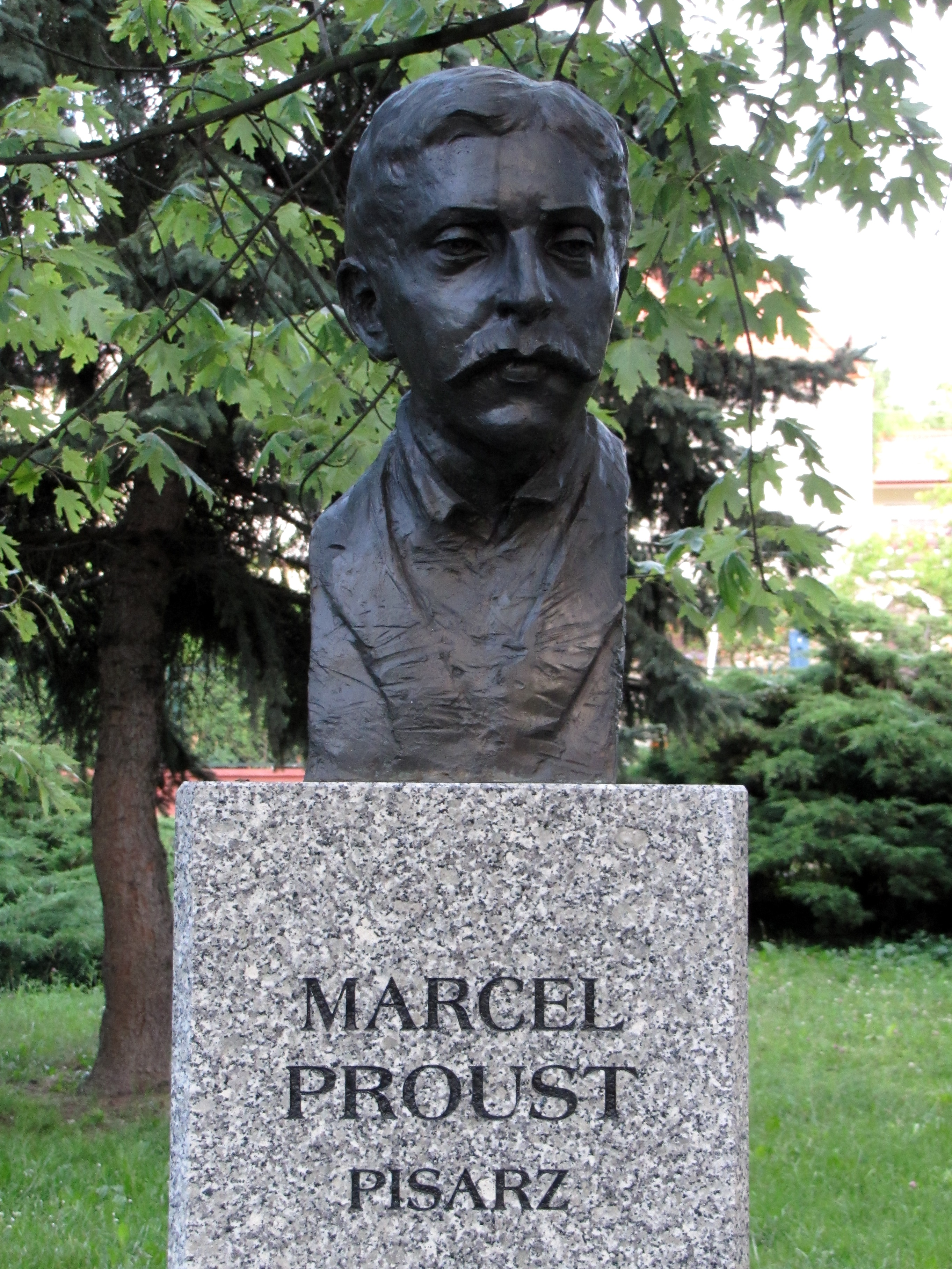
Marcel Proust
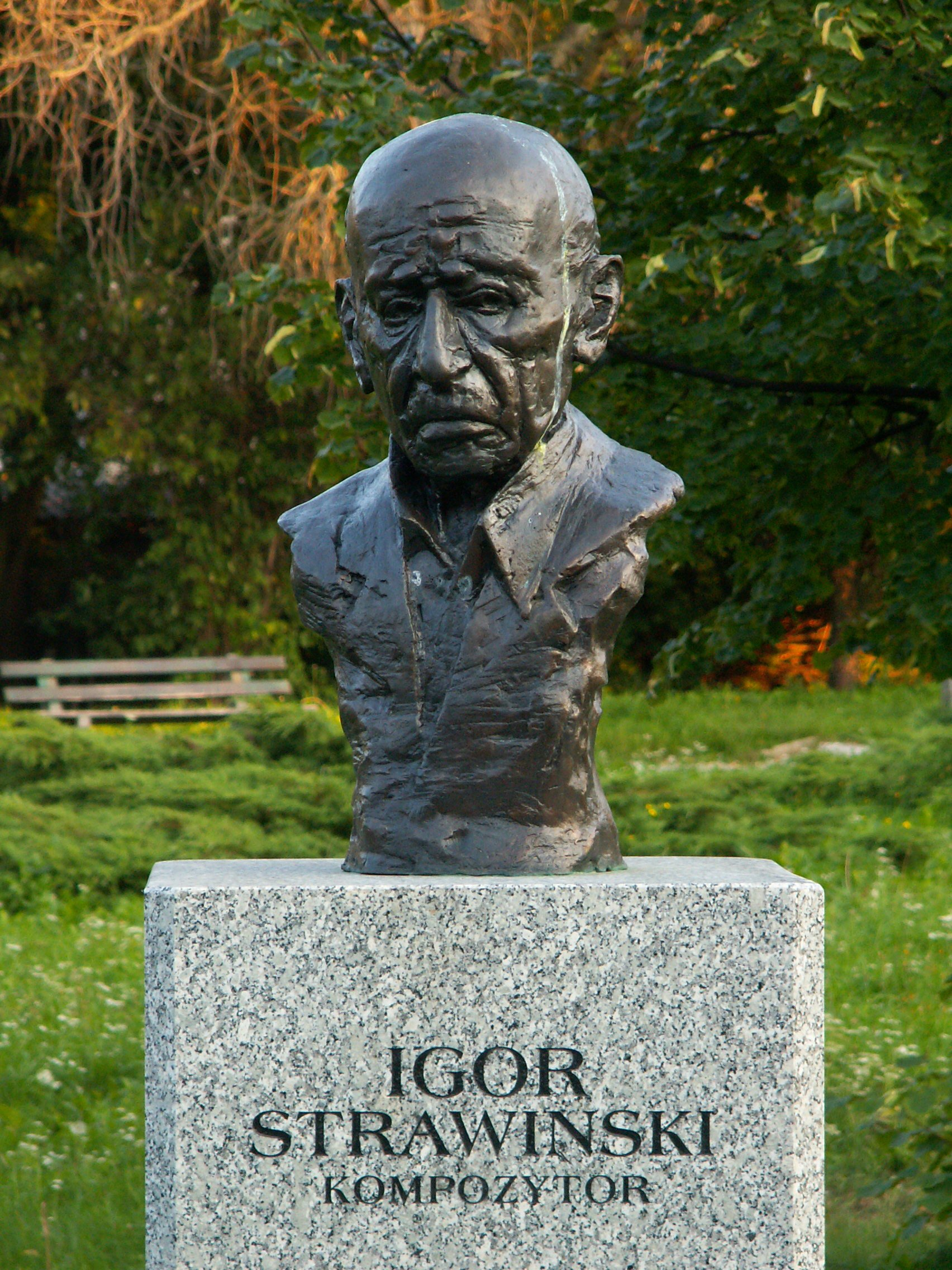
Igor Strawinski
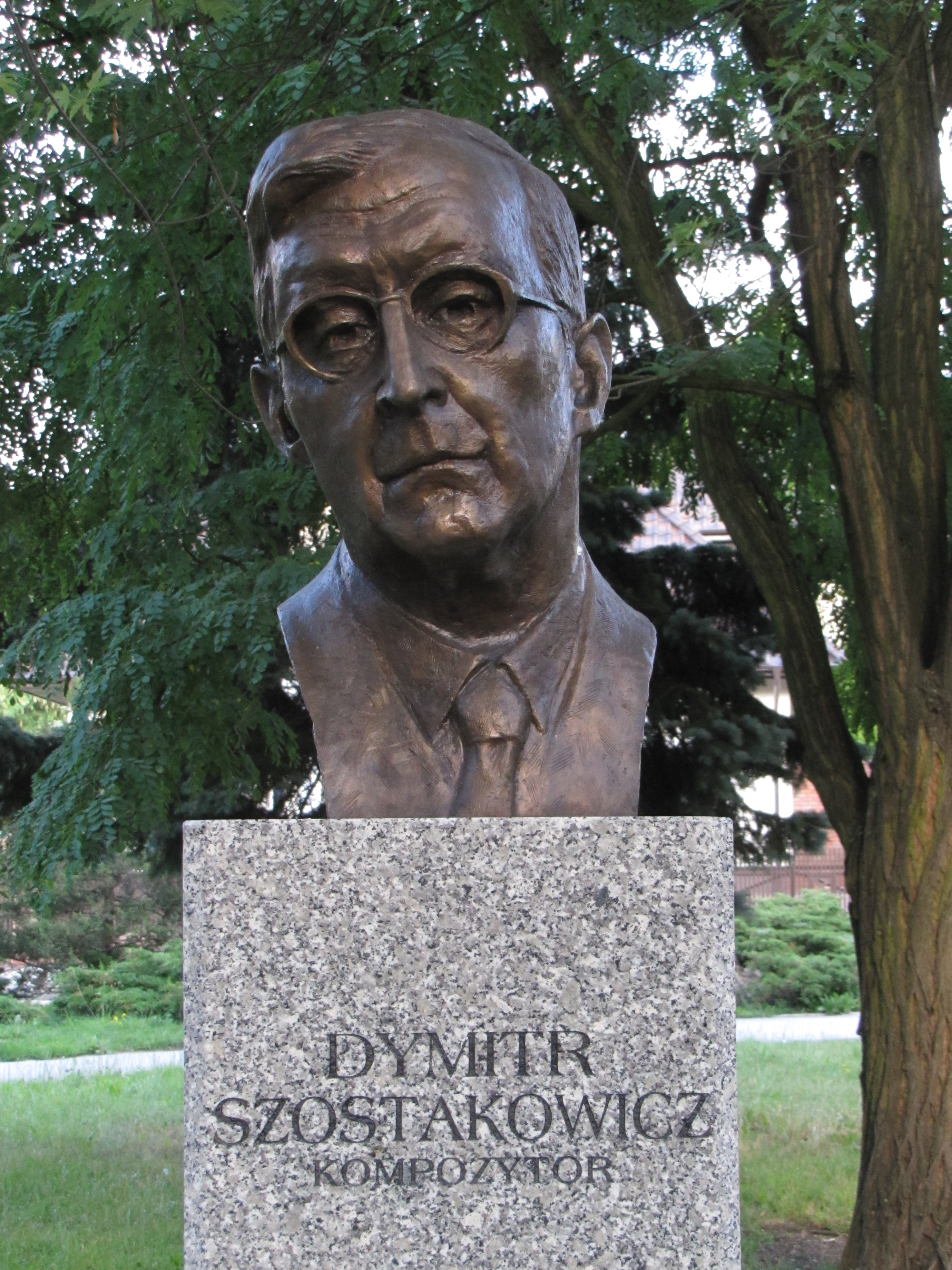
Dymitr Szostakowicz
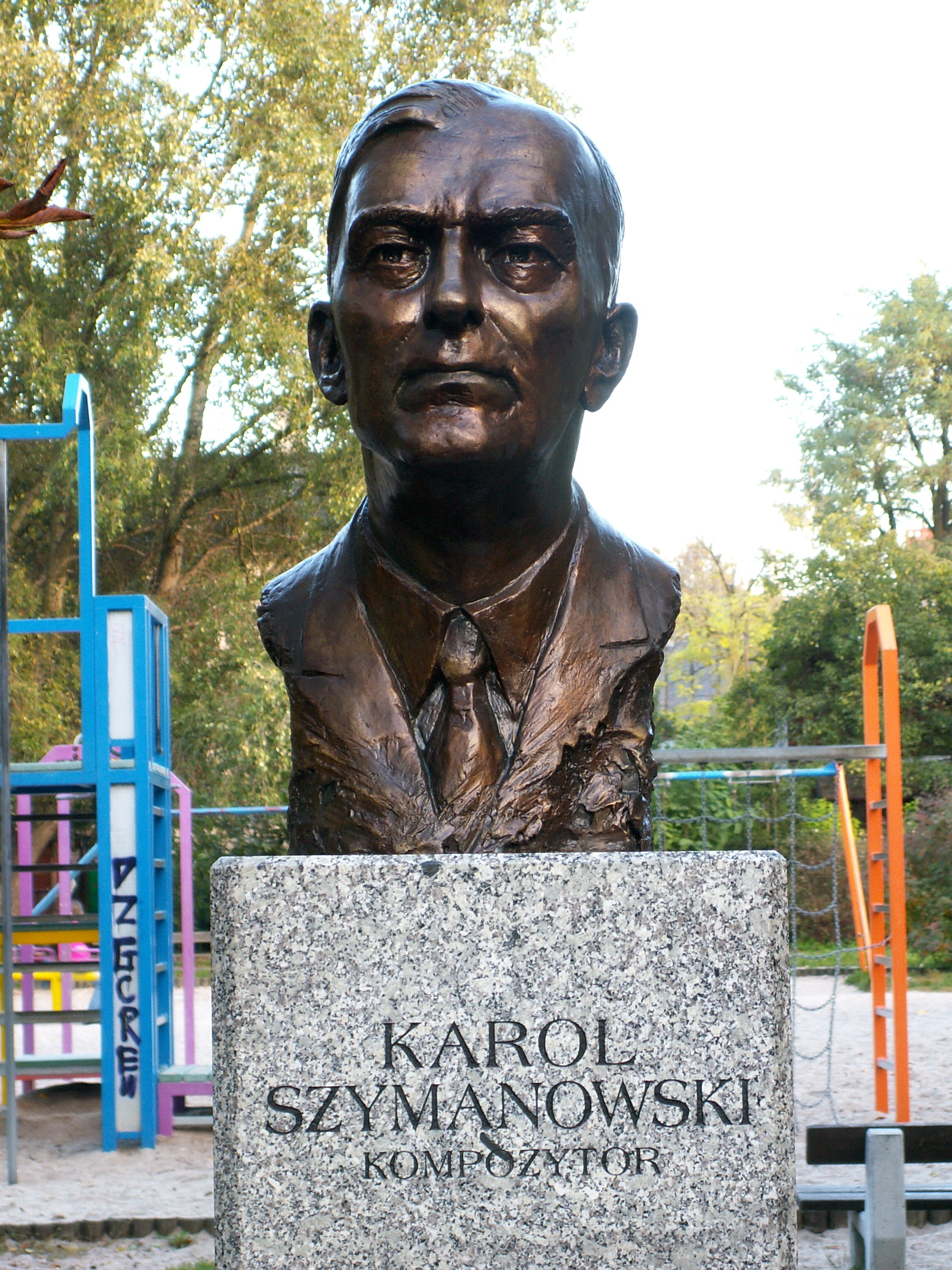
Karol Szymanowski
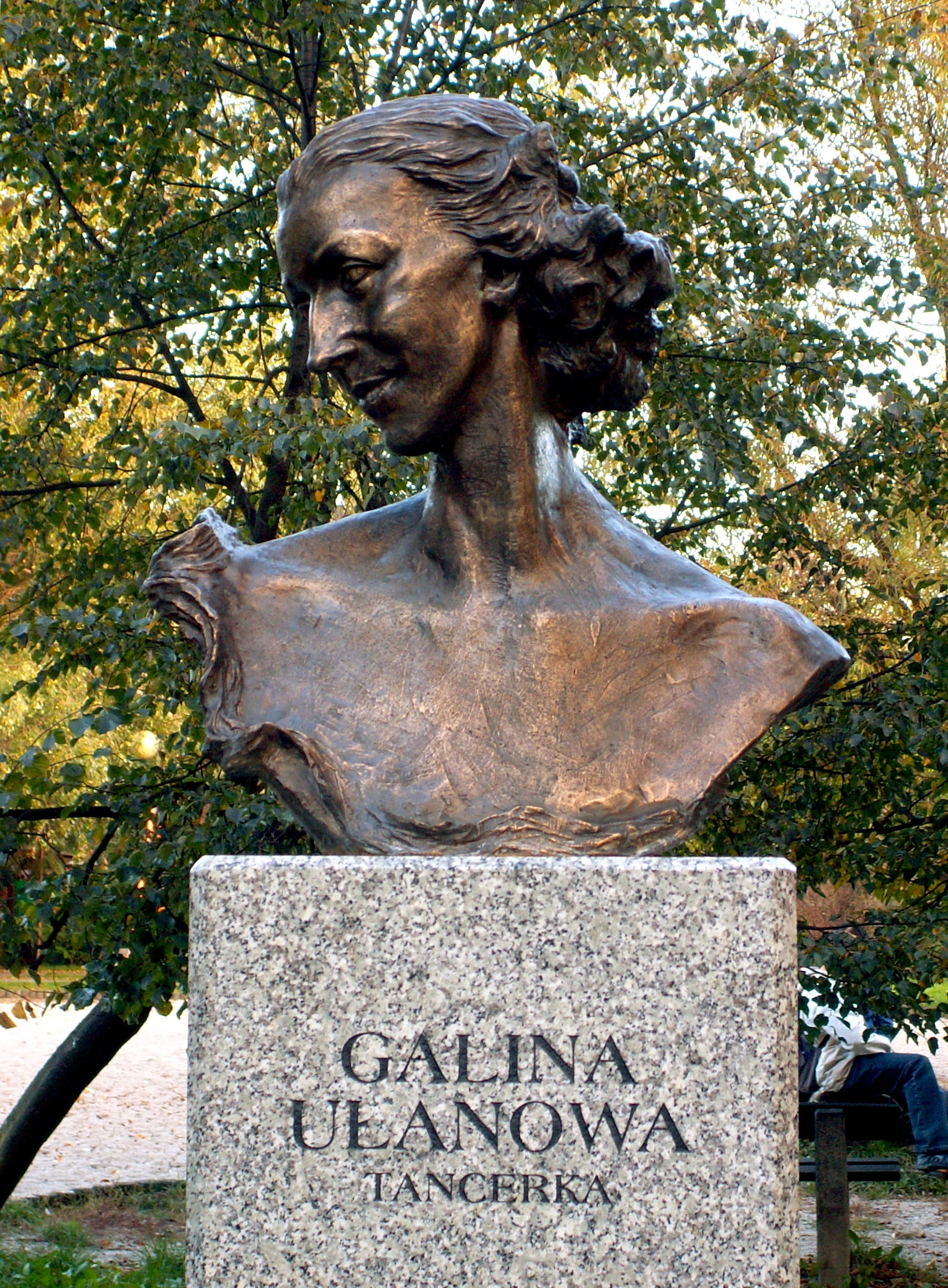
Galina Ułanowa
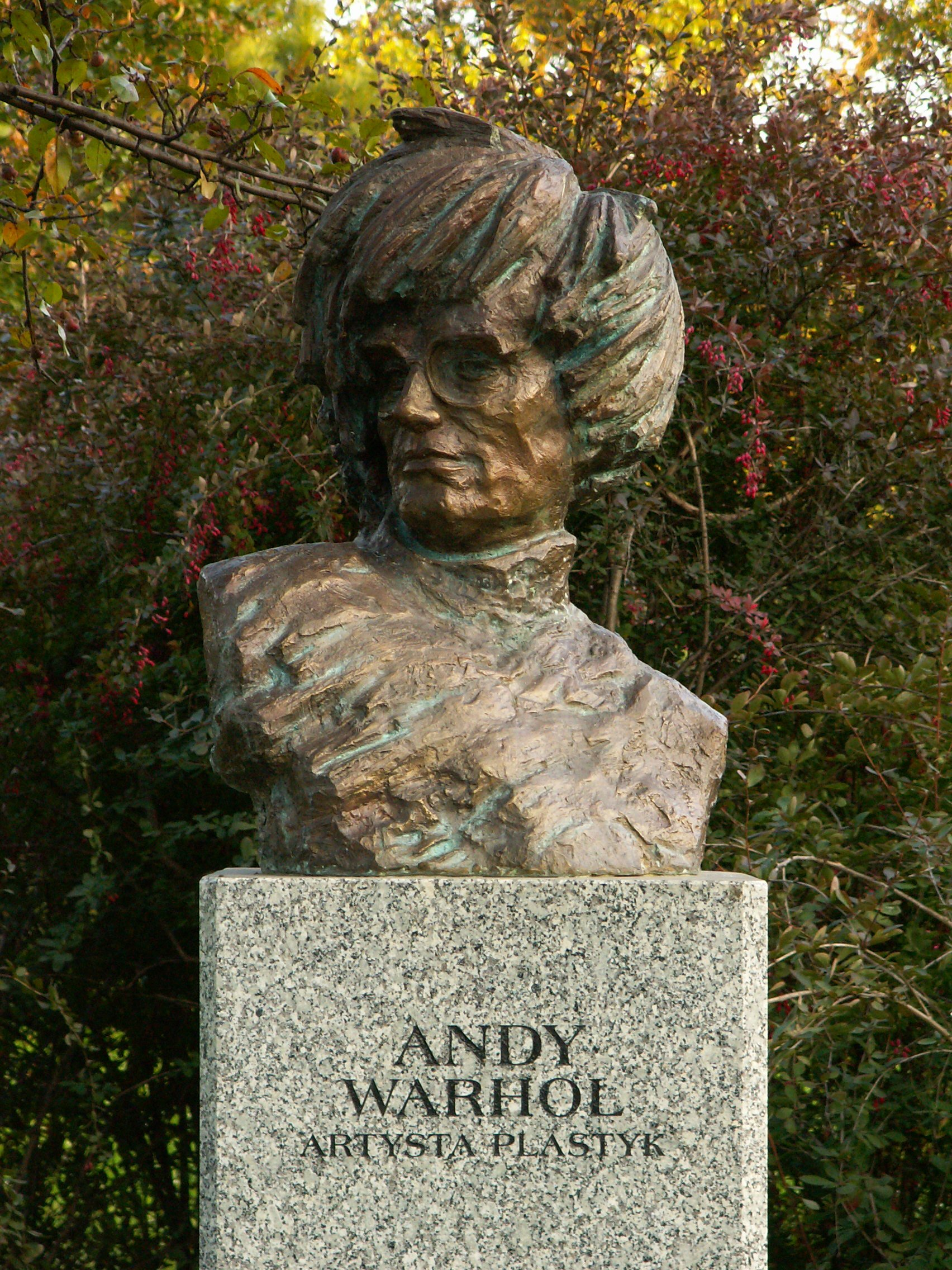
Andy Warhol
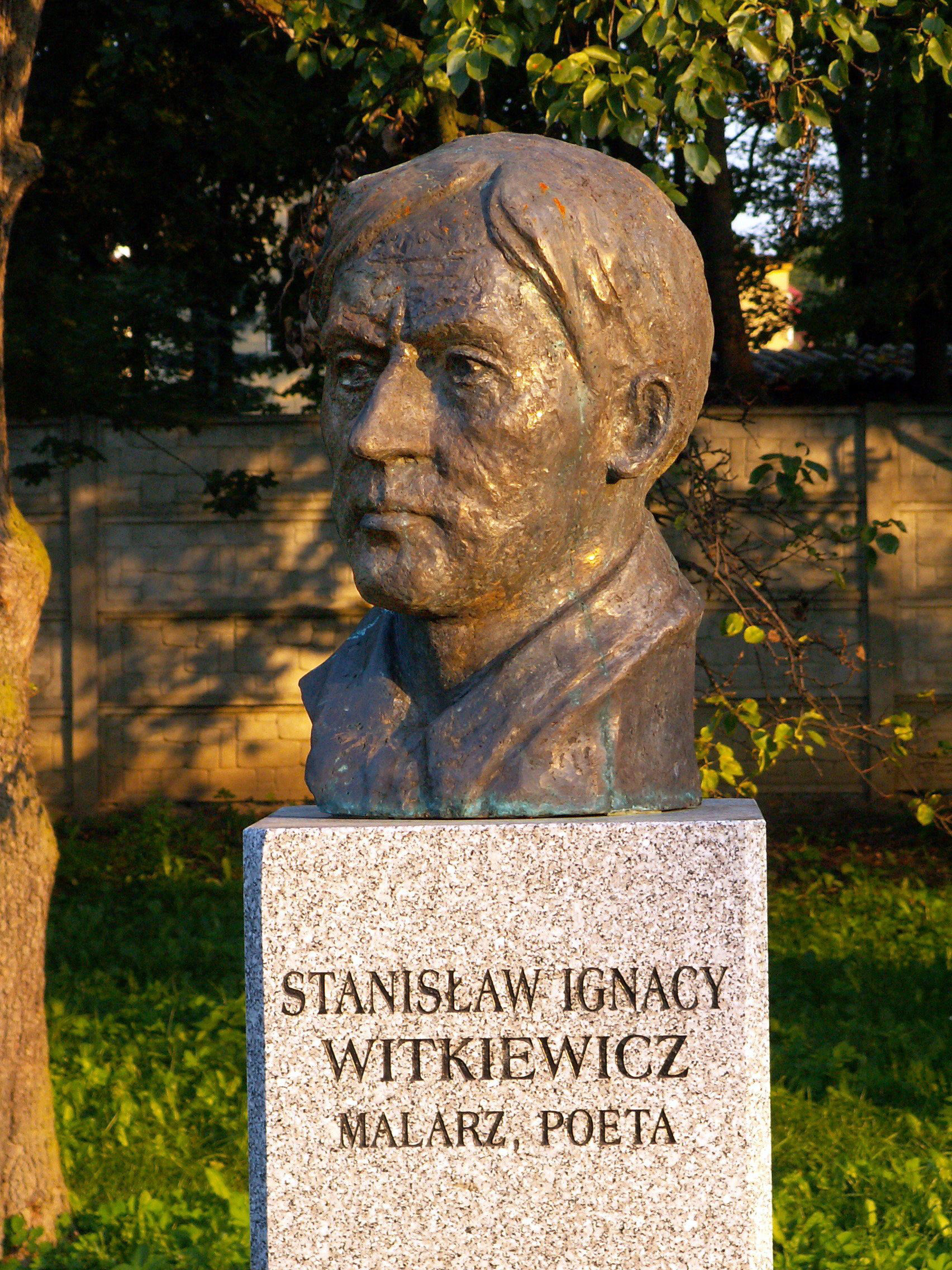
Stanisław Ignacy Witkiewicz
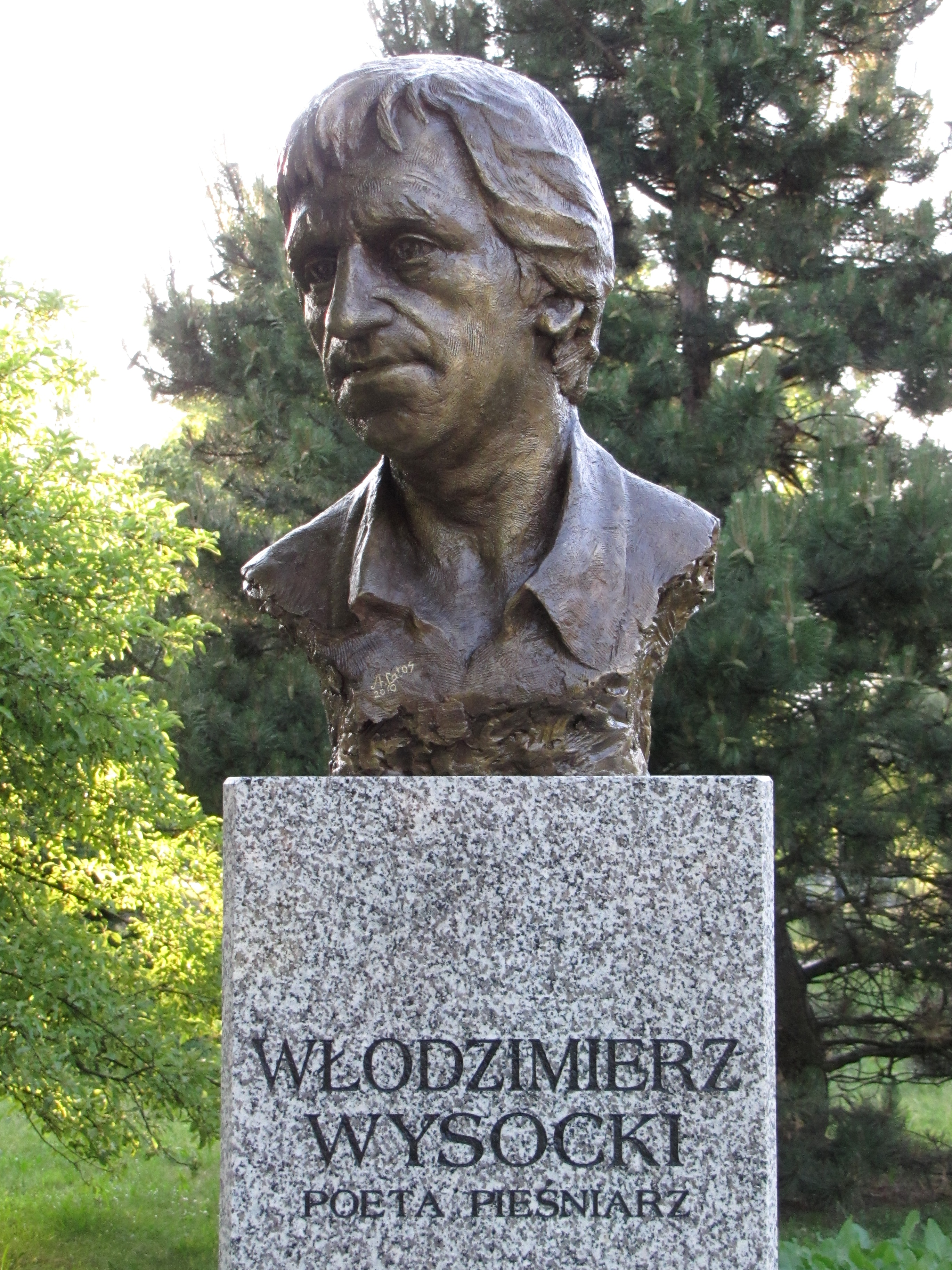
Włodzimierz Wysocki